# Carsulae

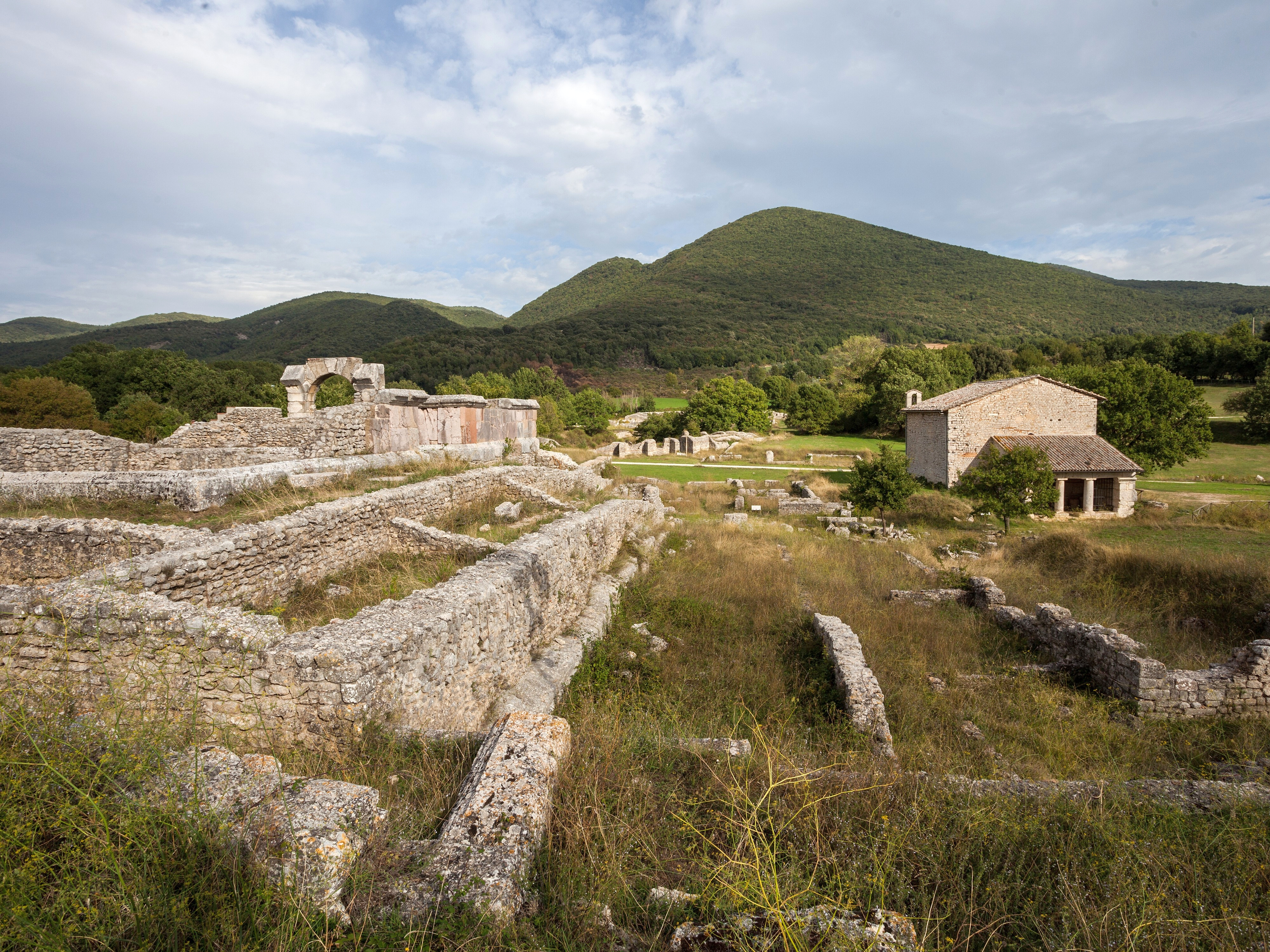
Carsulae

Carsulae war eine römische Stadt und ein regional bedeutender Handelsplatz. Die Ausgrabungsstätte liegt in der Provinz Terni in der Region Umbrien nahe der Stadt San Gemini.

## Lage

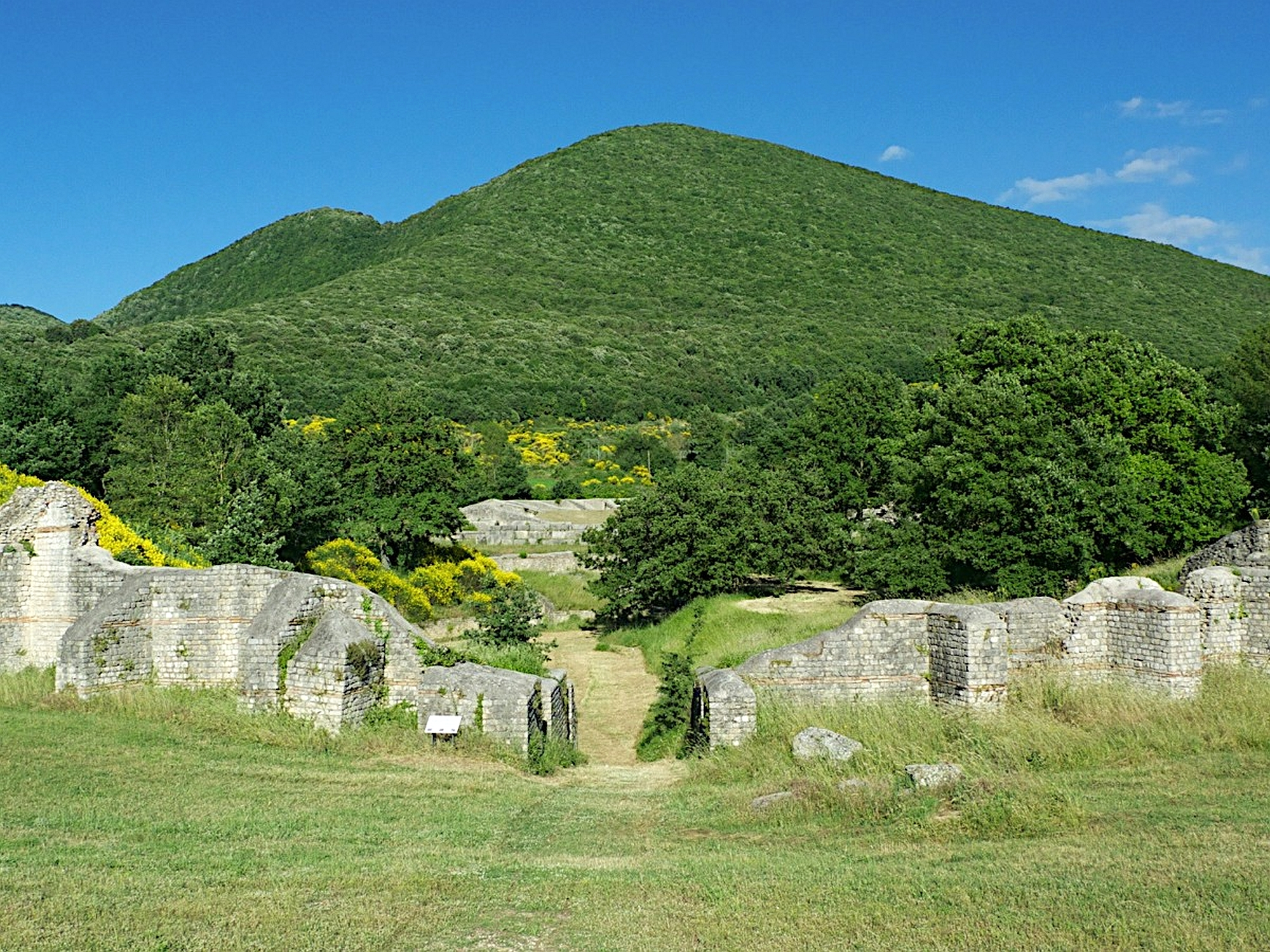
Caesulae mit dem Monte Torre Maggiore im Hintergrund

Die Geschichte des Orts und der archäologische Befund der Ausgrabungen sind geprägt durch die geophysikalischen Gegebenheiten dieses Landstrichs. Die Stadt erstreckt sich in 500 m Höhe in einer Ebene am Fuße des Martani-Gebirges. Im Osten lehnt sich der Ort an den Hang des Monte Torre Maggiore (1121 m) und liegt auf einem von dort sich vorschiebenden Travertin-Plateau, das nach drei Seiten freien Ausblick in das Umland gewährt. Die hellen Grundmauern des Zentrums der antiken Stadt Carsulae zeichnen sich klar von der Umgebung ab. Die besonders günstige Lage der Stadt erwähnte auch der römische Schriftsteller Tacitus. In einem seiner Berichte über die Kämpfe im Vierkaiserjahr 69 n. Chr. merkte er an, dass sich die Heerführer des Vespasian in Carsulae einige Tage Ruhe gönnten. Der Ort hätte ihnen zugesagt, da er einen weiten Ausblick bot und die Lebensmittelzufuhr gesichert war. Plinius der Ältere bezog sich wahrscheinlich auch auf diese fruchtbare Ebene, als er in seiner Naturalis historia auf die Kultivierung des Weinbaus in Umbrien einging.
Die nächstgelegenen Städte in der Antike waren Interamna (Terni), Spoletium (Spoleto) und Narnia (Narni).

## Geschichte

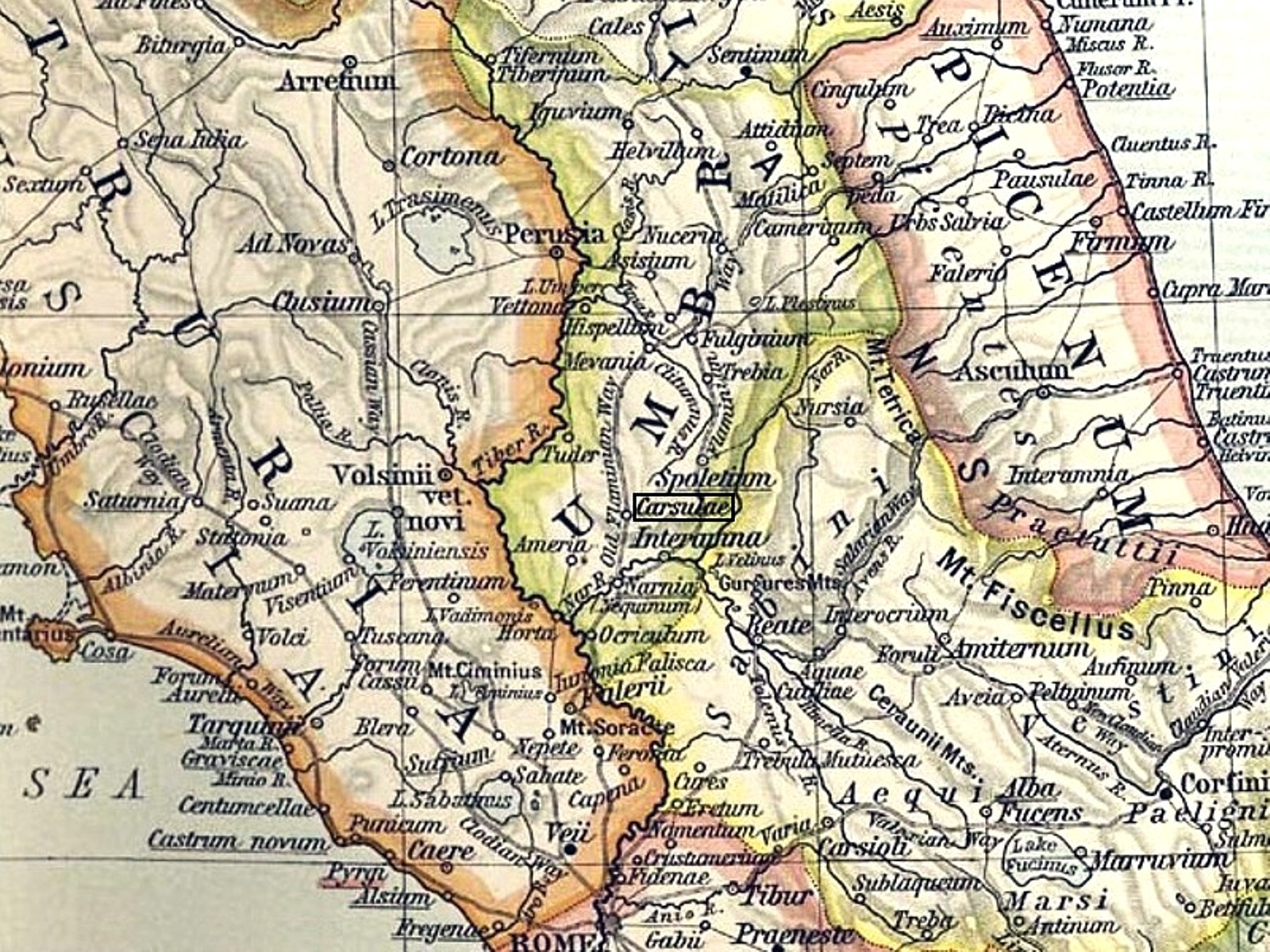
Lage von Carsulae in Mittelitalien

Die Besiedelung des Ortes erfolgte im Vergleich zu anderen italischen Zentren relativ spät. Zwar fand man Überreste früher Siedlungen in der näheren Umgebung, darunter polygonale Mauern aus dem 5. und 4. Jahrhundert v. Chr. bei Cesi, aber die archäologischen Relikte der Stadt Carsulae selbst stammen aus wesentlich späterer Zeit. 
Eine erste Ansiedlung könnte nach dem Bau der Via Flaminia 220 v. Chr. entstanden sein, die nach ihrer Fertigstellung Rom mit Ariminum (Rimini) verband. Allerdings fand man bisher keine archäologischen Relikte aus dem 3. oder 2. Jahrhundert v. Chr. In der Nähe des Forums gibt es Überreste von Bauten aus der spätrepublikanischen Epoche. Die meisten öffentlichen Gebäude, deren Spuren erhalten sind, stammen allerdings aus der Regierungszeit des Kaisers Augustus. Sie wurden wahrscheinlich kurz nach der Restaurierung der Via Flaminia im Jahr 27 v. Chr. erbaut. Lage und Ausführung der Bauten des Zentrums deuten auf einen einheitlichen Entwurf hin. 

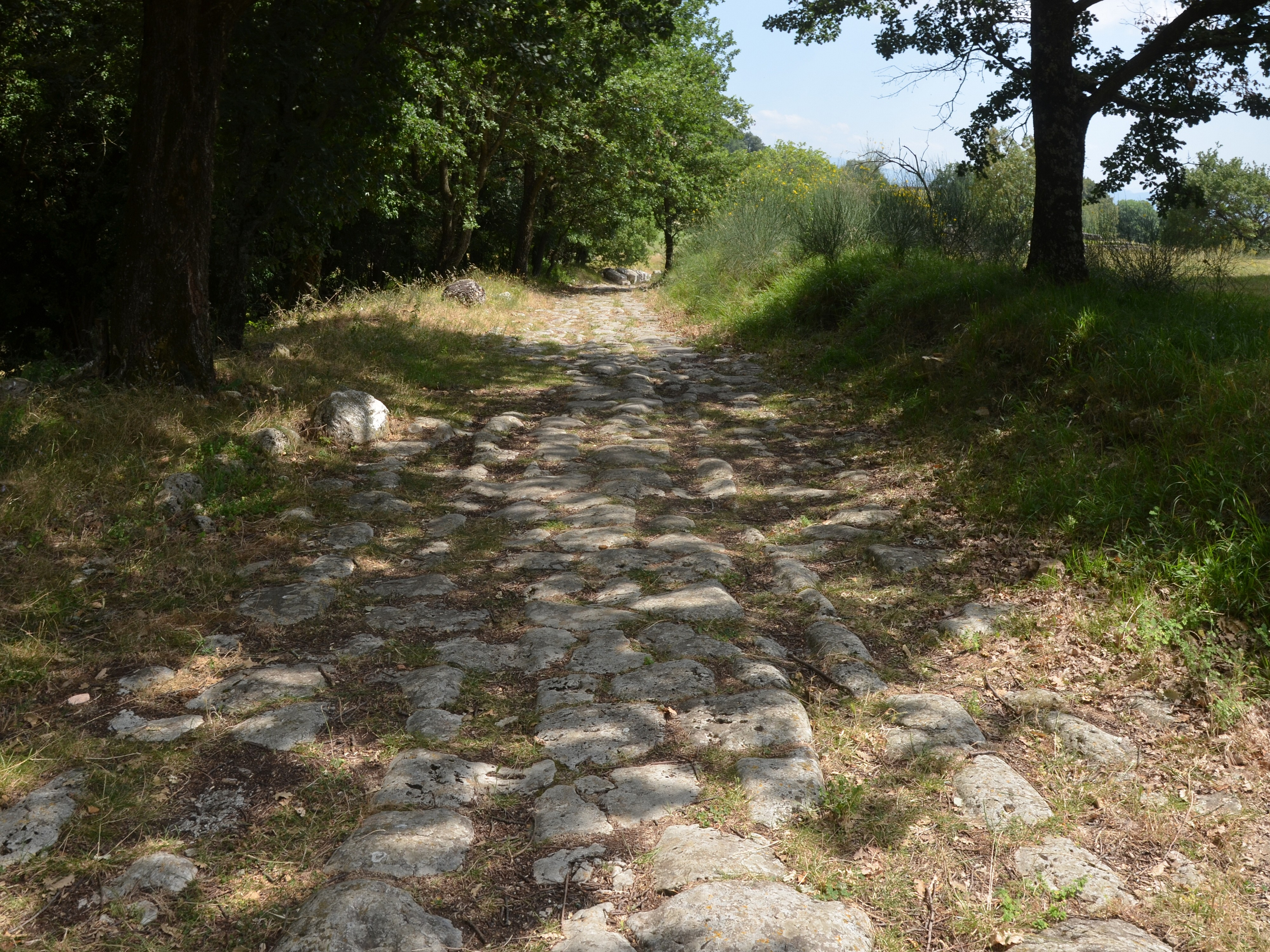
Via Flaminia

Das Aufblühen der Stadt ist vor allem auf die Anbindung an die Via Flaminia zurückzuführen, die sich zu einer wichtigen Verkehrsader entwickelt hatte. Offenbar gelangte Carsulae als Versorgungsstation und Umschlagplatz zu einigem Wohlstand. Strabon erwähnt Carsulae bei seiner Aufzählung der wichtigsten Orte an der Via Flaminia in seinem Werk Geographika. Weitere Gebäude stammen aus der frühen Kaiserzeit, also aus der julisch-claudischen und der flavischen Epoche. Aus den Inschriften geht hervor, dass sich die Bautätigkeiten bis in das 3. Jahrhundert n. Chr. fortsetzten. 
Carsulae war anscheinend von jeher Municipium und besaß daher unter der Herrschaft Roms kommunale Selbstverwaltung. Ende des 1. Jahrhunderts v. Chr. wurde der Ort offenbar von einem Kollegium aus zwei Männern (Duovires) verwaltet. Später führte man ein Kollegium aus vier Männern (Quattuorvires) zur Verwaltung der Stadt ein. Die Stadt Carsulae besaß allem Anschein nach zu keiner Zeit Stadtmauern, da ihre Lage, Funktion und Entstehungszeit eine solche Befestigung überflüssig gemacht hatten. 
Vermutlich setzte der Niedergang der Stadt bereits in der späten Kaiserzeit des 3. Jahrhunderts n. Chr. ein, da die Verlegung der Via Flaminia nach Osten wohl eine anhaltenden Wirtschaftskrise herbeiführte. Nach der Regierungszeit von Kaiser Diokletian sind keine Inschriften mehr entstanden. Mitte des 4. Jahrhunderts n. Chr. dürfte ein Erdbeben weite Teile der Stadt beschädigt haben. Es ist auch anzunehmen, dass sich während der Völkerwanderung auch wiederholte Plünderungen der ungeschützten Stadt ereigneten. Jedenfalls wurde die Stadt in der Spätantike aufgegeben und die Bewohner übersiedelten wahrscheinlich nach San Gemini. 

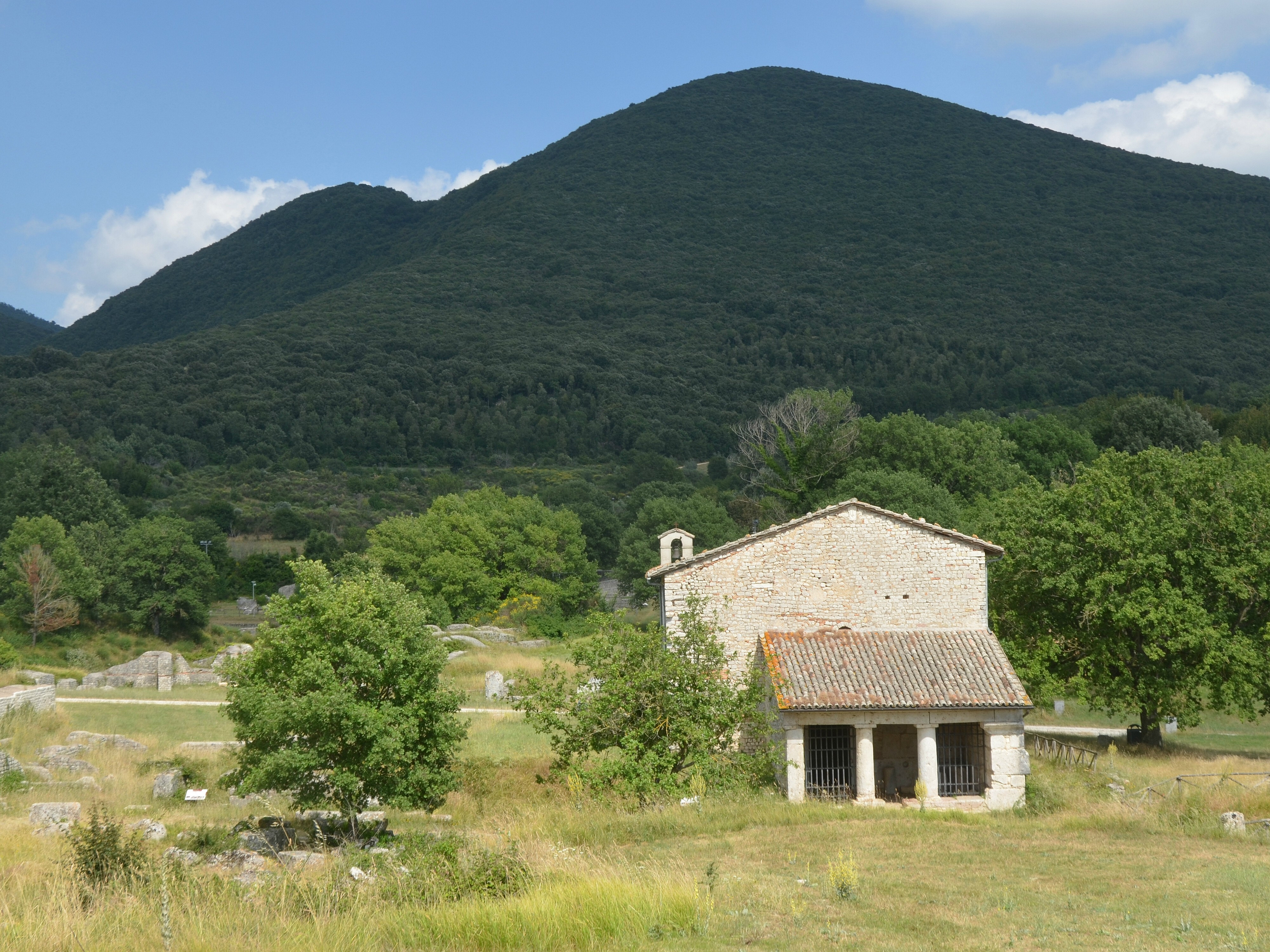
Mittelalterliche Kirche von Cosmas und Damian

In den nächsten Jahrhunderten wurde die verlassene Stadt von Ablagerungen der umliegenden Hügel bedeckt und diente als Steinbruch für San Gemini, Acquasparta, Cesi und zahlreiche kleinere Orte. Wahrscheinlich ließen sich im 11. Jahrhundert einige Nonnen des Benediktiner-Ordens auf dem verlassenen Gelände von Carsulae nieder und gründeten ein Kloster. Zu dieser Zeit wurde eine kleine Kirche errichtet, die den Heiligen Cosmas und Damian geweiht und noch erhalten ist. 1220 gab es hier offenbar hundert Nonnen, als Papst Honorius III. sie an einen anderen Ort verbrachte. 1230 übergab Papst Gregor IX. die Klosteranlage an den Orden der Zisterzienser.
Im 16. Jahrhundert nahm Federico Cesi die ersten Ausgrabungen der Anlage vor. Sein Hauptziel war anscheinend, römische Artefakte zu sichern, die anschließend im Palazzo Cesi in Acquasparta ausgestellt wurden. 1783 organisierte Papst Pius Vl. eine umfangreiche Ausgrabungen der wichtigsten Gebäude und verbrachte die Fundstücke in das neue Museo Pio Clementino im Vatikan. Der Erzbischof von Spoleto nahm 1851 weitere Ausgrabungen vor, aber viele der Funde wurden verkauft, um die Kosten des Projekts zu decken. Sein heutiges Aussehen erhielt der Ort durch systematische Ausgrabungen unter Umberto Ciotti in den Jahren 1951 bis 1972. Diese Ausgrabungen konzentrierten sich auf den Bereich des Forums, des Amphitheaters und des Theaters. Auch die gepflasterte Via Flaminia wurde zu dieser Zeit freigelegt.

## Ausgrabungsstätte

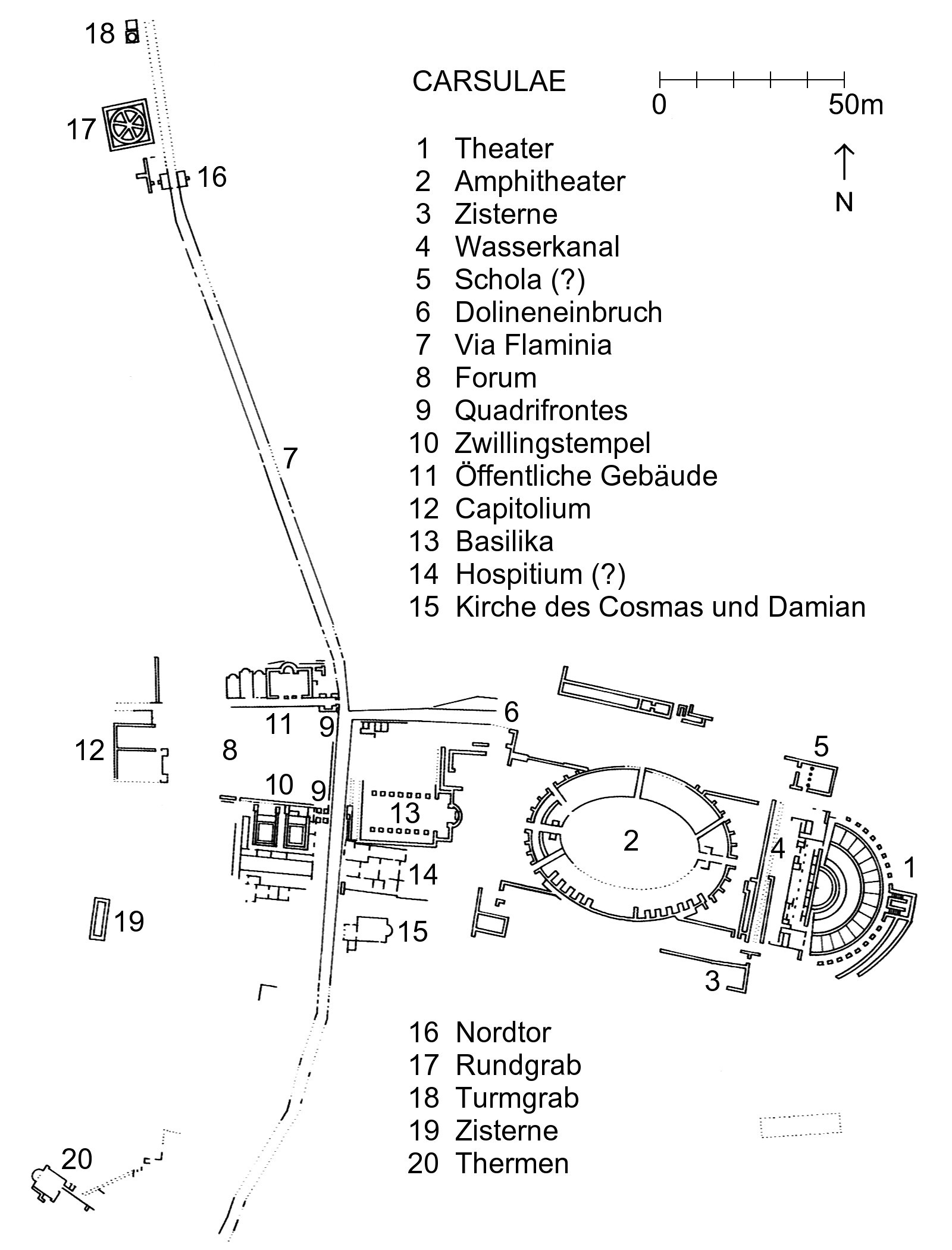
Plan von Carsulae

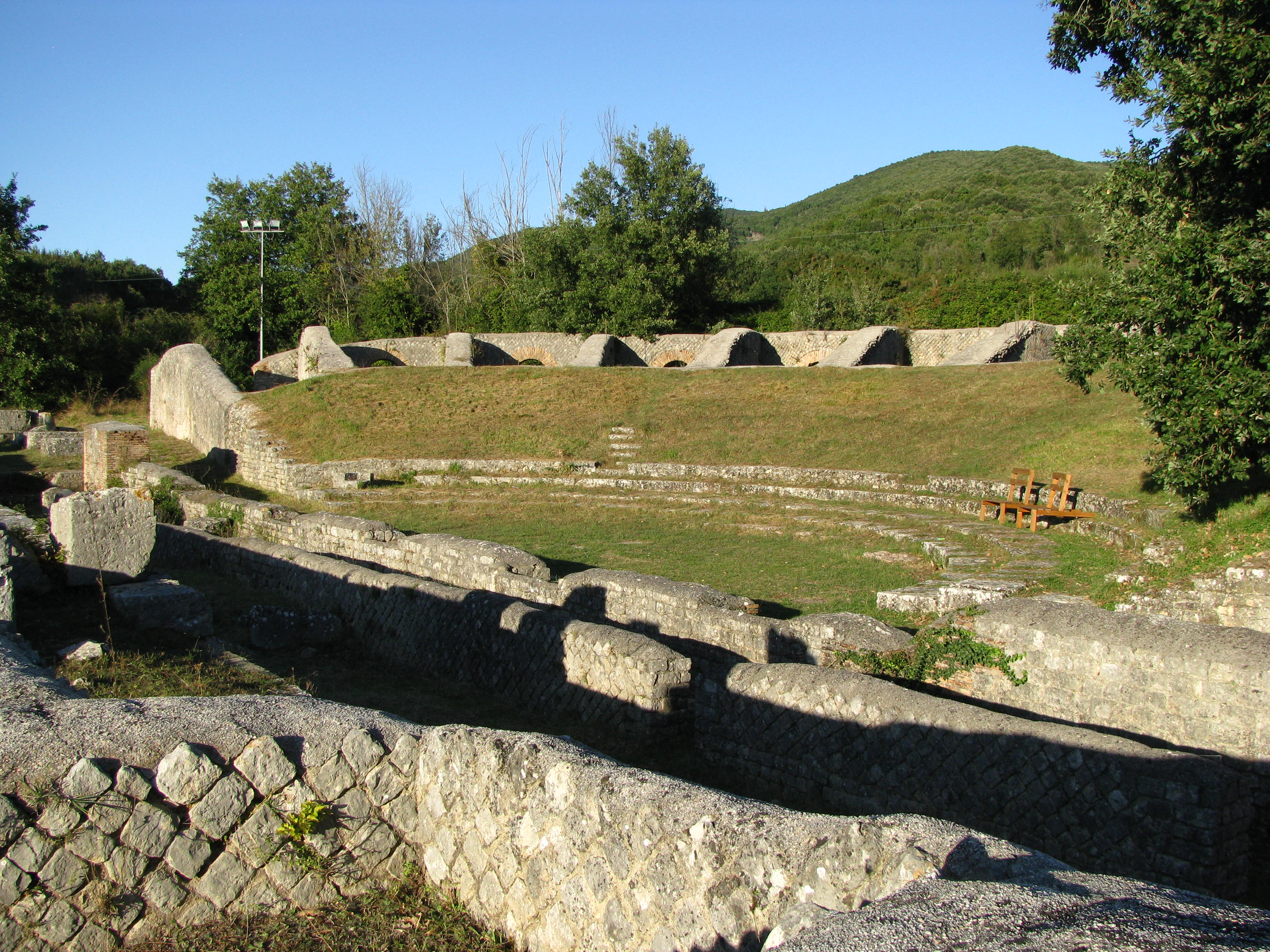
Theater mit Blick auf die Cavea und Opus reticulatum im Vordergrund

Da Carsulae in der Spätantike aufgegeben wurde, ergab sich bei den Ausgrabungen der Vorteil, dass nur wenige der antiken Reste durch spätere Überbauungen verdeckt wurden. Die Gebäude wurden allerdings im Mittelalter als Steinbruch verwendet, so dass die Bauten nur bis zu einer geringen Höhe erhalten geblieben sind. Bereits vor Beginn der Ausgrabungen 1951 waren die knapp unter der Grasnarbe liegenden Gebäude als reliefartige Erhebungen sichtbar. Man kann davon ausgehen, dass nicht nur die heute freigelegten wichtigen öffentlichen Bauten der Stadt erhalten geblieben sind, sondern der gesamte Rest der antiken Stadt noch unter dem Boden verborgen ist. 
Auffällig ist zunächst die axiale Anordnung von Theater und Amphitheater, die auf die Ausnutzung der Bodenformation zurückzuführen ist. Das Theater (1) schmiegt sich mit dem halbkreisförmigen Zuschauerraum (Cavea) an den Hang des Monte Torre Maggiore. Früher schloss eine hochragende Bühnenwand (Scaenae frons) das Theater ab. Vom oberen Abschlussgebälk sind noch große Blöcke erhalten geblieben. Der halbkreisförmige Zuschauerraum hat einen Durchmesser von 62 m. Wie die meisten Gebäude der Stadt dürften Theater und Amphitheater im 1. Jahrhundert n. Chr. entstanden sein, wie auch die angewendete Mauertechnik (Opus reticulatum) nahelegt.

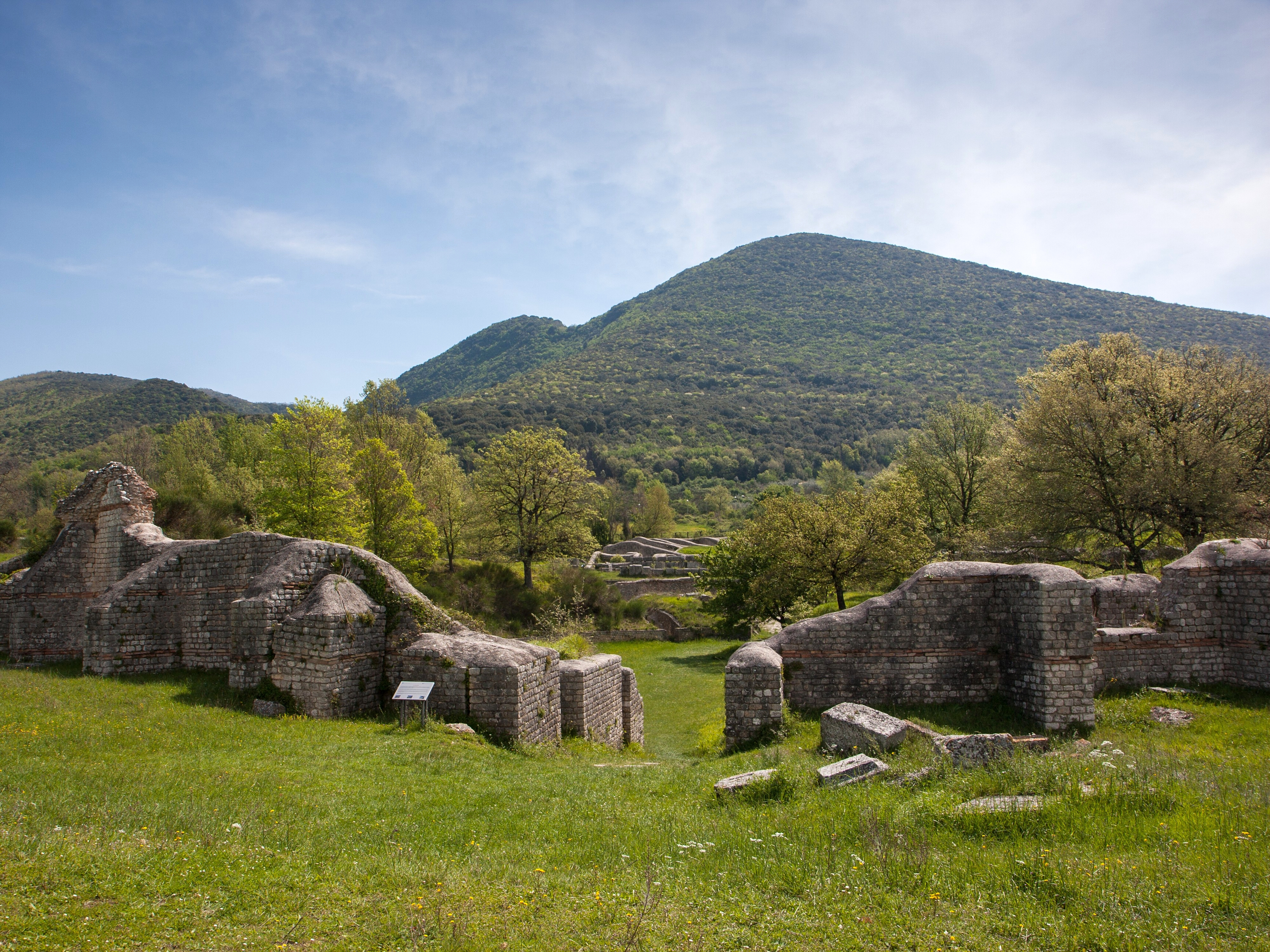
Westlicher Zugang zum Amphitheater mit dem Theater im Hintergrund

Leicht gedreht zur Achse des Theaters liegt das Amphitheater (2) in einer Senke, die als Folge eines Dolineneinbruchs entstanden war. Die Verkarstung des Bodens lässt unterirdische Hohlräume entstehen, über denen das Erdreich schließlich einstürzt. Für den Bau des Amphitheaters war das von Nutzen und erlaubte, die unteren Sitzreihen in die Wände der Senke zu schneiden. Im Norden und Süden ist das Amphitheater durch Stützmauern gesichert. Das elliptische Amphitheater ist mit Hauptachsen 87 m und 62 m ungewöhnlich groß für einen so kleinen Ort wie Carsulae. Allem Anschein nach hatte die verkehrsgünstig gelegene Stadt eine gewisse Bedeutung für die umliegenden Ortschaften, so dass Theater und Amphitheater für Besucher aus einem größeren Einzugsbereich Platz bieten mussten.

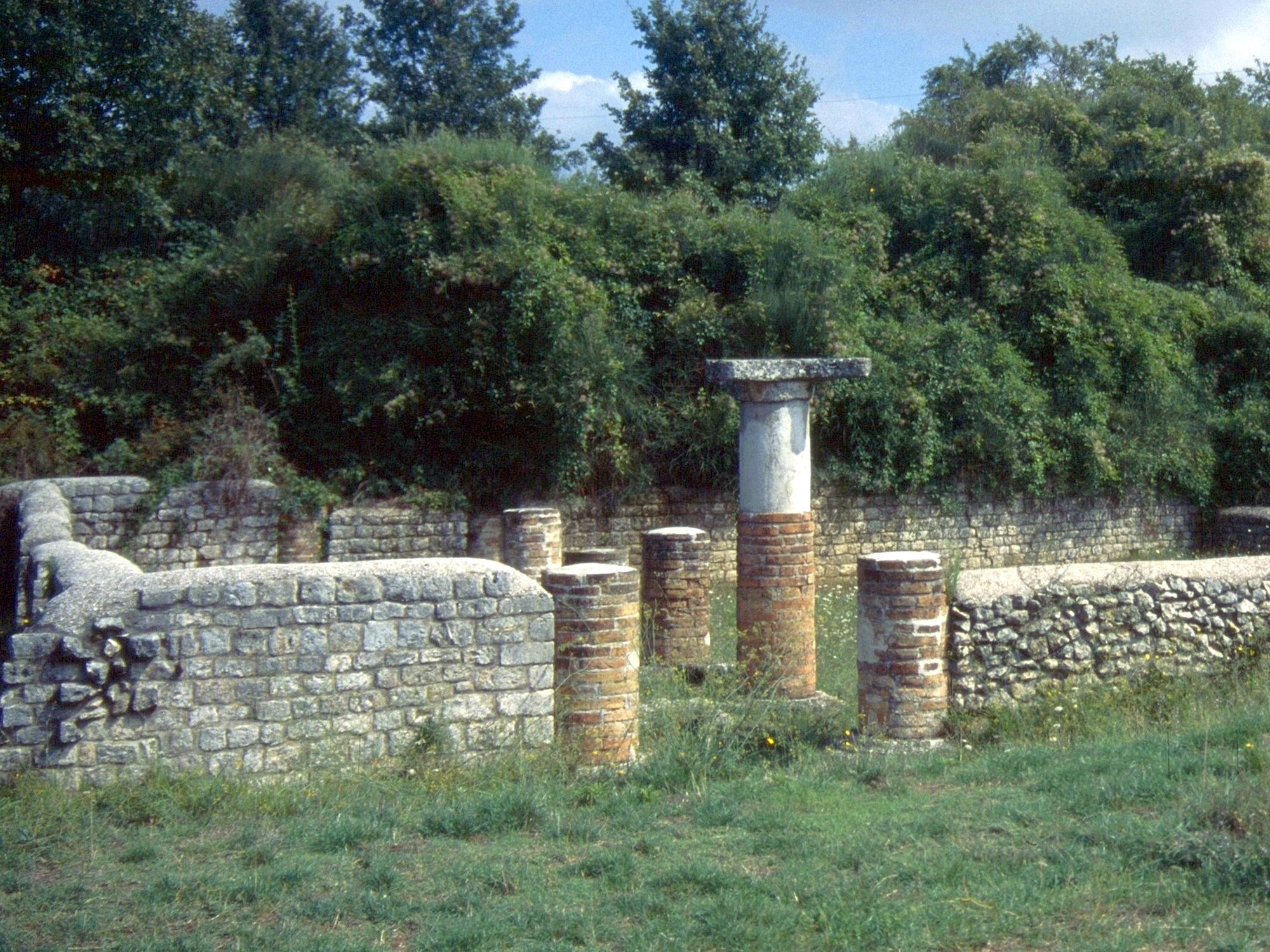
Schola des Collegium iuvenum (?)

Südlich des Amphitheaters wurden die Reste einer Zisterne (3) freigelegt. Mit einem zwischen Amphitheater und Theater gelegenen Wasserkanal (4) konnte man die Arena für die beliebten Aufführungen von Seeschlachten (Naumachien) unter Wasser setzen. Nördlich des Theaters befinden sich Überreste eines Gebäudes (5), dessen Eingang und Innenraum mit Säulen ausgestattet war. Man nimmt an, dass sich hier das Vereinsgebäude (Schola) der örtlichen Jugendvereinigung (Collegium iuvenum) befand. Solche Verbände gab es in zahlreichen Städten im Römischen Reich. Die Existenz dieser Institution ist in Carsulae belegt durch Inschriften, die sich heute in San Gemini befinden.
An einer Stelle in der Nähe des Amphitheaters (5) hat ein Dolineneinbruch einigen Schaden angerichtet. Ein Stück der antiken Straße, die von der Via Flaminia zum Amphitheater führt, ist abgesunken. Auch die Gebäude in der unmittelbaren Umgebung waren von dem Einsturz betroffen. Heute noch ist die Stelle deutlich zu erkennen, wo die Straße in der Antike von Bauarbeitern repariert wurde. Die abgerutschte weiße Pflasterung beließ man in seiner Lage und besserte die Straße mit rötlichem Kalkstein aus.
Alle anderen wichtigen Gebäude des Stadtzentrums sind auf die Via Flaminia (7) als Nord-Süd-Achse (Cardo) ausgerichtet. Das trapezförmige Forum (8) liegt westlich der Via Flaminia und war ursprünglich mit Platten aus rosa Marmor gepflastert, von denen einige noch vorzufinden sind. An den beiden östlichen Zugängen zum Forum (9) stand jeweils ein monumentaler vierseitiger Bogen (Quadrifrons). Zum Ausgleich des Bodenniveaus führen 12 Stufen von der Via Flaminia zum südlichen Bogendurchgang, während der nördliche Bogendurchgang einen fast ebenen Zutritt zum Forum gewährt. Ein Bogen des südlichen Zugangs wurde wiedererrichtet. 

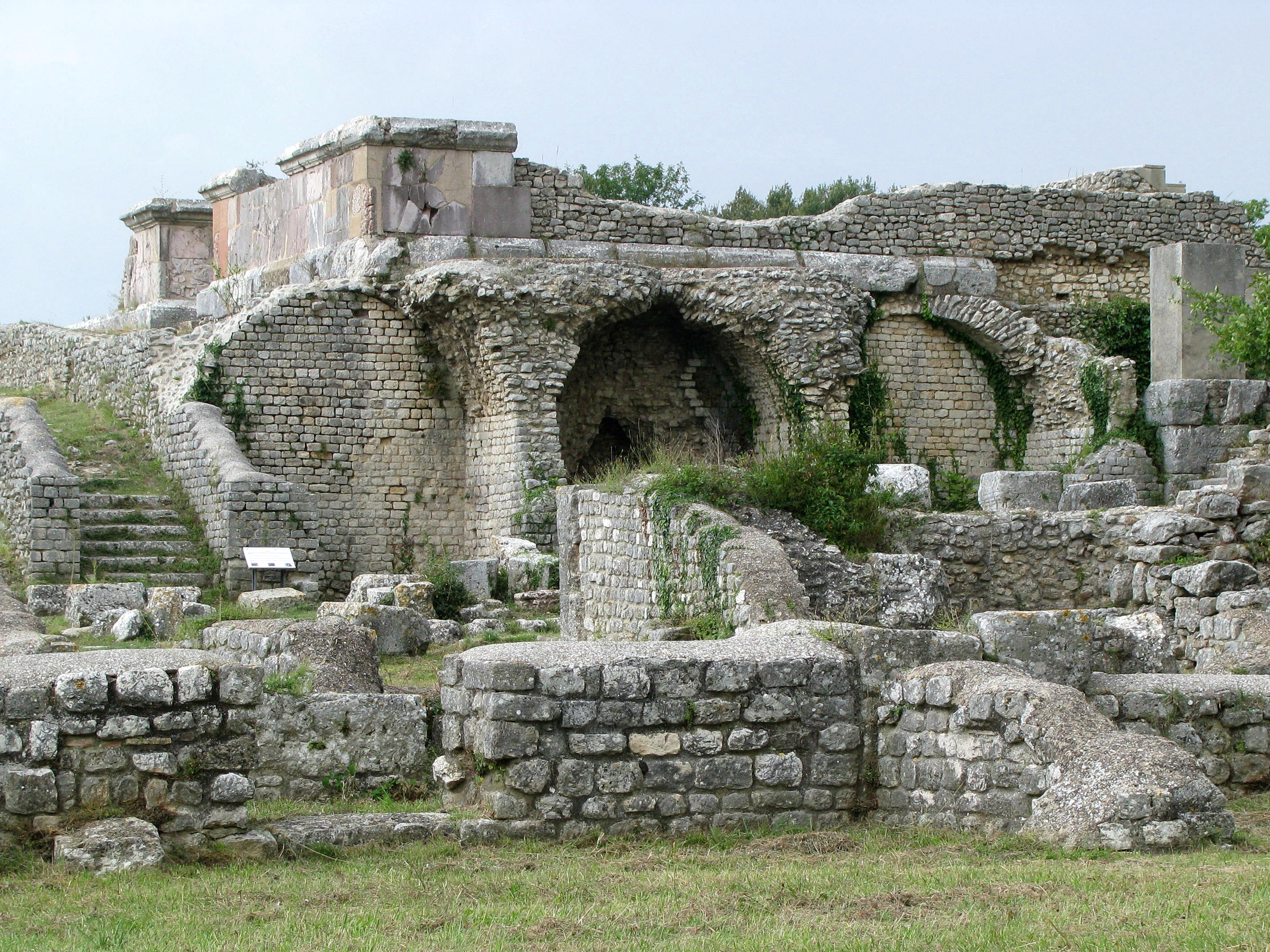
Podium der Zwillingstempel mit Tabernae. Im Vordergrund das Hospitium.

Am südöstlichen Ende des Forums liegen zwei Tempel (10), die sich in Grundriss und Aufbau sehr ähnlich sind. Sie bestanden jeweils aus einem inneren Hauptraum (Cella) mit einer Vorhalle auf je einem Podium. Die Front der Tempel wurde wahrscheinlich von je vier Säulen gebildet. Unter und hinter dem Podium fanden sich die Reste eines möglicherweise republikanischen Säulengang (Portikus). Da die beiden Tempel sich sehr ähnlich sind, liegt die Vermutung nahe, dass die beiden Tempel dem göttlichen Brüderpaar Castor und Pollux geweiht waren. Auch wenn die Ausführung in zwei gleichartigen Tempeln ungewöhnlich erscheint, wäre sie dem Zwillingspaar angemessen, da die Dioskuren als römische Schutzgötter verehrt wurden. Hinter dem östlichen der beiden Podien liegen Räumlichkeiten (10), die wahrscheinlich als Läden (Tabernae) dienten. 
Auf der anderen Seite des Forums, den Zwillingstempeln gegenüber, liegen nebeneinander vier Räume (11), die alle unterschiedlich groß sind und an ihrer Stirnseite jeweils durch eine Apsis ausgezeichnet sind. Im größten Raum wurde die Apsis später durch eine verputzte Ziegelmauer geschlossen. Der Anlass und Zweck hierfür sind unbekannt. Alle diese Räume sind mit Marmor ausgekleidet. Die Lage und die Ausstattung der Räume sprechen dafür, dass es sich um öffentliche Gebäude handelt. In unmittelbarer Nähe fand man eine überlebensgroße kopflose Sitzstatue sowie einen Porträtkopf des Kaisers Claudius. Man vermutet, dass beide Funde zusammengehören. Zusammen mit weiteren Statuenfragmenten scheinen diese Funde darauf hinzuweisen, dass ein Teil der Gebäude dem Kaiserkult diente. In der neueren Forschung nimmt man an, dass der größte Raum der Versammlungsort des Senats (Curia) war.
An der Westseite des Forums wurden die Reste eines kleinen Tempels (12) ausgegraben, von dessen Ausstattung noch Fragmente des Gebälks und des ornamentalen Schmucks erhalten sind. Sehr wahrscheinlich handelt es sich hier um das Kapitol (Capitolium) von Carsulae, dem nahezu in jeder Stadt befindlichen Heiligtum, das der Kapitolinischen Trias bestehend aus den Gottheiten Jupiter, Juno und Minerva geweiht war.

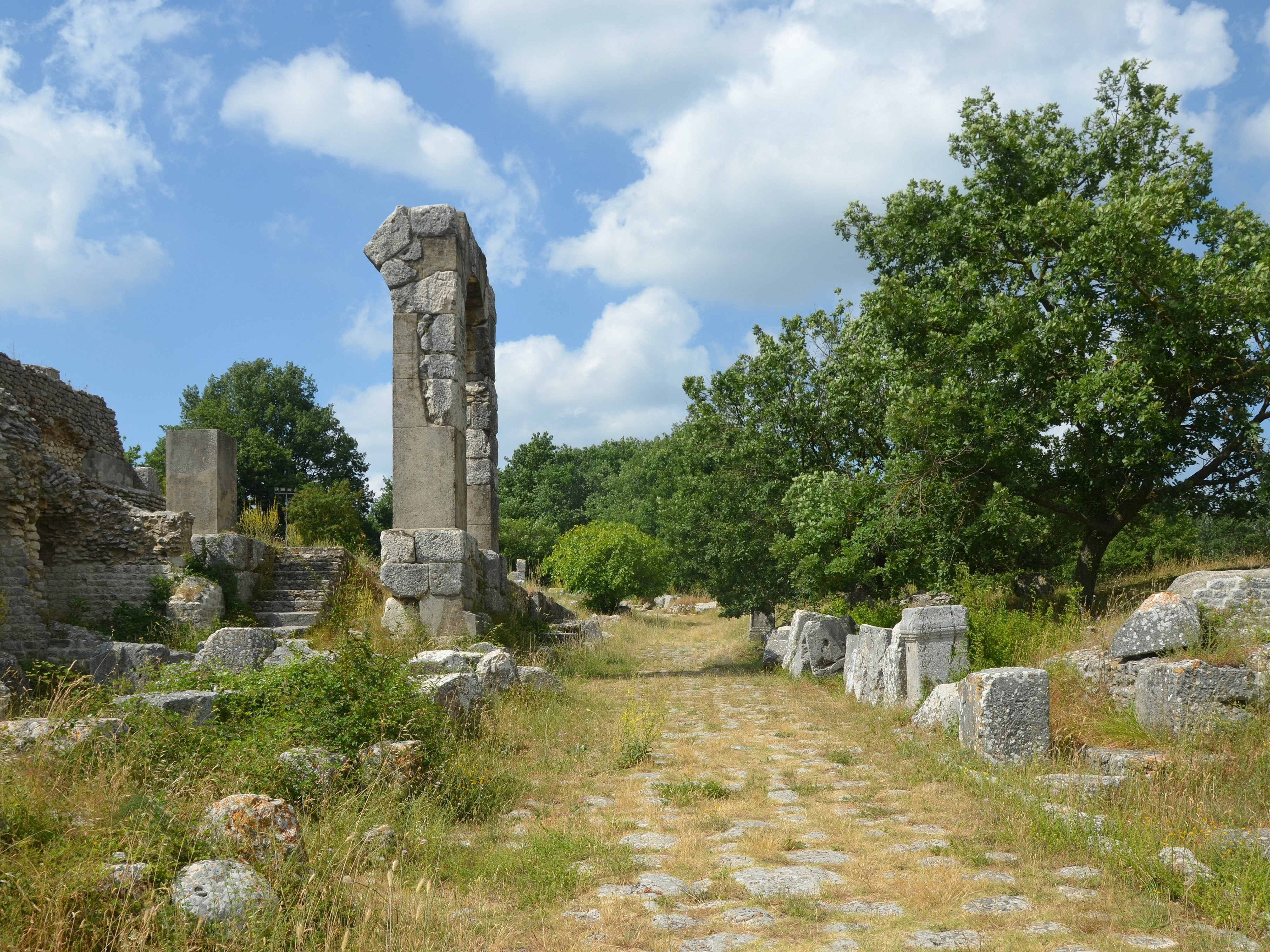
Via Flaminia mit Zugang zum Forum (links) und Basilika (rechts)

Auf der östlichen Seite der Via Flaminia befindet sich eine Basilika (13), die in der Antike als Gerichtsraum, Börse und Handelszentrum diente. Das Gebäude ist nur im Westen und Osten bis zum Fußbodenniveau erhalten, ansonsten kann man nur noch die Fundamente erkennen. Säulen oder Pilaster, deren Plinthen teilweise erhalten sind, unterteilten den Raum in drei Schiffe mit einer Apsis im Osten. Südlich der Basilika befinden sich die Grundmauern eines Baus (14), der vielleicht als Herberge (Hospitium) für Durchreisende diente.

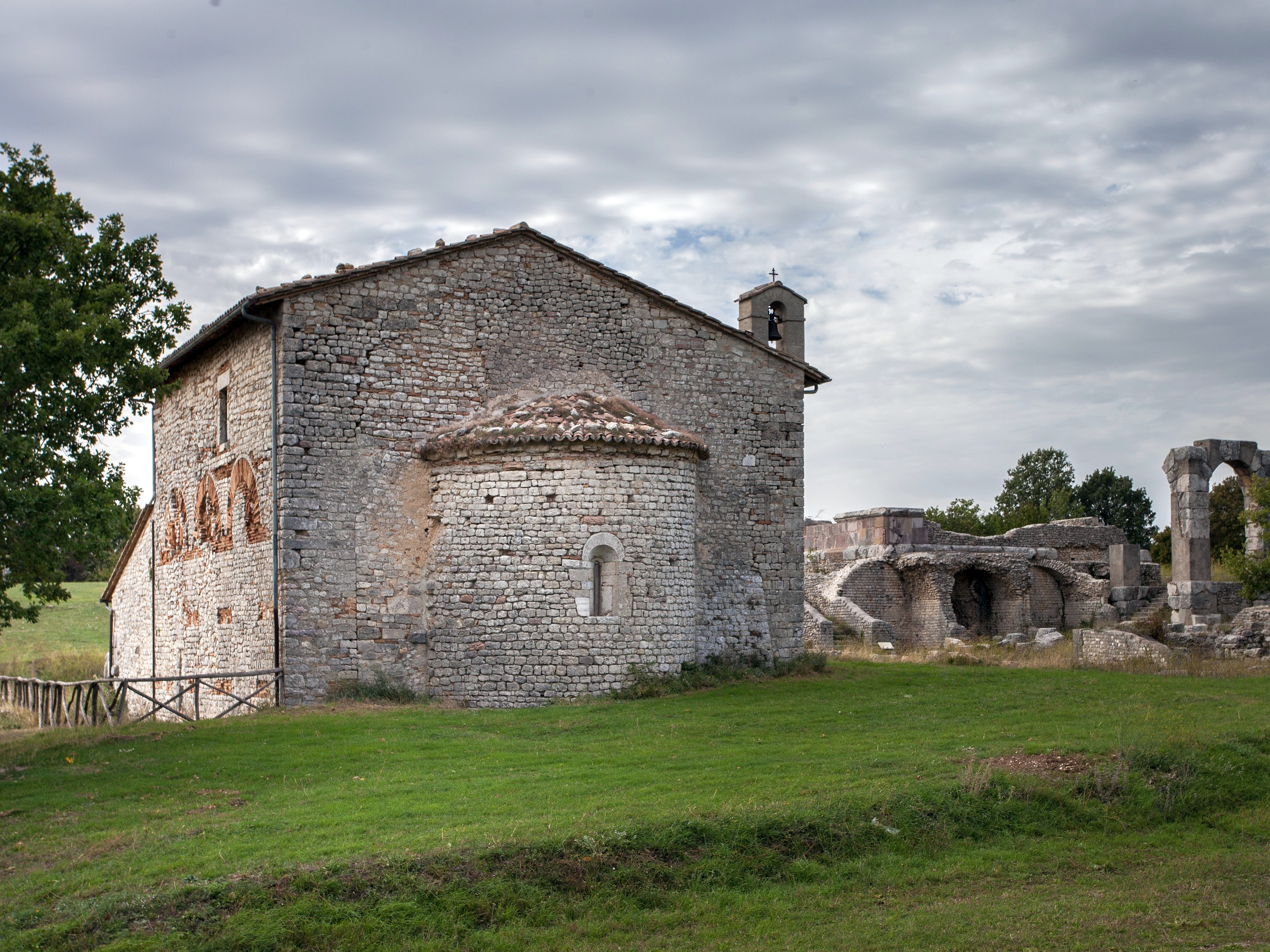
Kirche von Cosmas und Damian

Am südlichen Ende des Stadtzentrums befindet sich die kleine Kirche (15), die im 11. Jahrhundert auf antiken Resten errichtet wurde und den Heiligen Cosmas und Damian geweiht ist. Die Vorhalle (Portikus) wurde zu einem späteren Zeitpunkt ergänzt und entstand unter Verwendung zahlreicher antiker Säulenreste (Spolien). Das Relief im Bogenfeld (Tympanon) über dem Portal zeigt zwei Heiligenfiguren, die Heilwasser aus dem Kreuz erhalten. Bei einer Mauer der Kirche handelt es sich möglicherweise um die Wand eines antiken Gebäudes. Sie bestand aus Arkaden, die dann später mit einer Ziegelfüllung versehen wurden. Aufgrund der Lage des Gebäudes in der Nähe des Forums kann vermutet werden, dass es sich bei dem Vorgängerbau um das Marktgebäude (Macellum) gehandelt hat. Die Kirche bestand ursprünglich aus einem Kirchenschiff und einer Apsis mit einem schmalen Fenster (Monoforium). Die Arkade links scheint eine spätere Ergänzung gewesen zu sein. Wahrscheinlich gab es rechts eine ähnliche Arkade. An der Rückwand und in der Apsis befinden sich Freskenreste. Die Kirche wurde 1691 restauriert. 

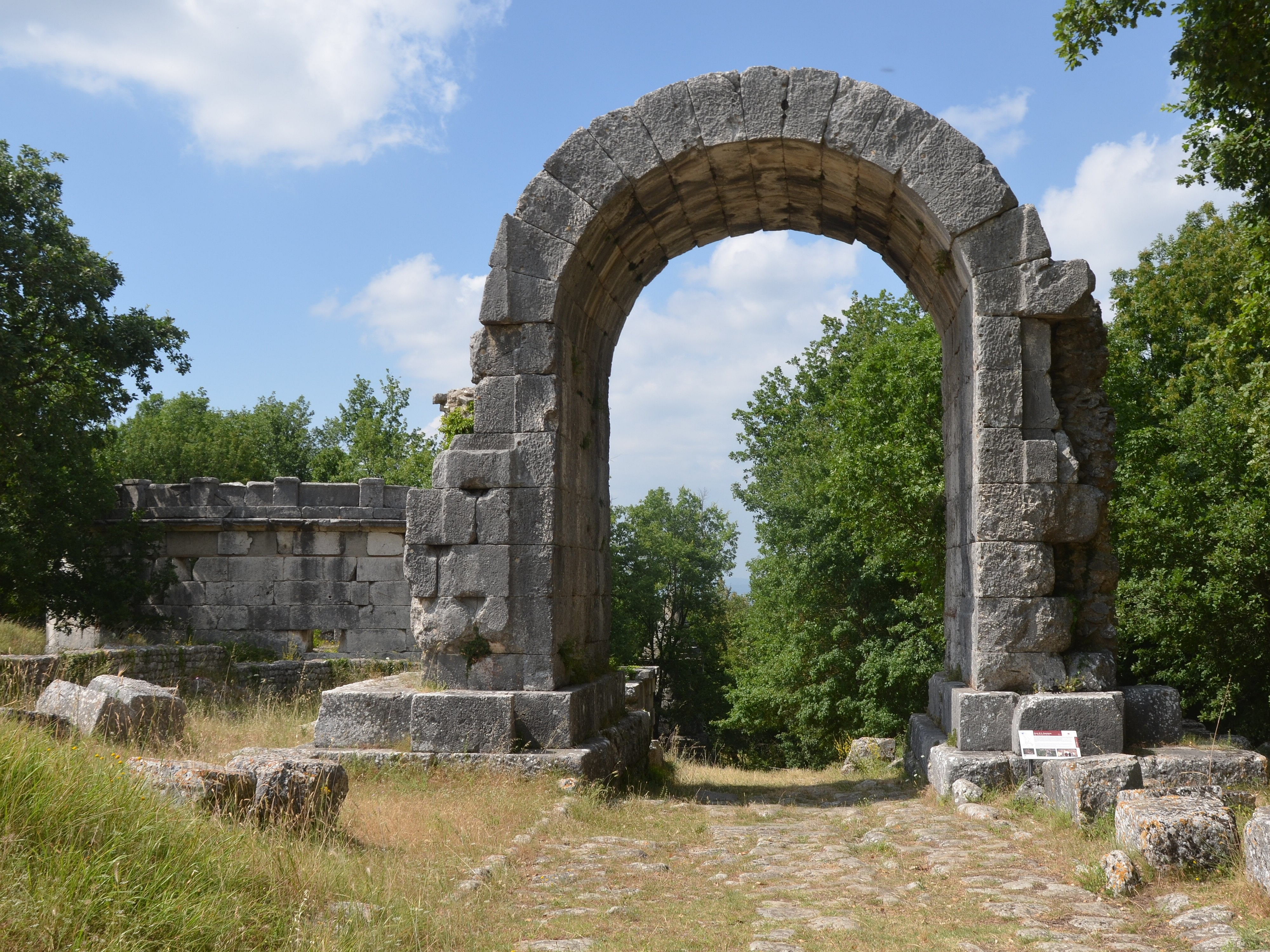
Nordtor mit dem Rundgrab im Hintergrund

Obwohl die Stadt keine Mauern besaß, wurde das Stadtgebiet durch zwei Tore begrenzt, die die Via Flaminia überspannten. Vom Nordtor (16) ist noch der mittlere von drei Bögen erhalten. Die beiden seitlichen Durchgänge waren, wie an den Fundamenten zu erkennen ist, schmaler und niedriger. Der Durchgang wird auch als Trajansbogen (Arco di Traiano) oder Bogen des Heiligen Damian (Arco di San Damiano) bezeichnet. Vor dem Tor als Eingrenzung der Stadt liegen wie in der römischen Antike üblich die Gräber.
Besonders gut erhalten ist ein Rundgrab (17) mit einem Tambour von 17 m Durchmesser, der auf einem quadratischen Postament aufsitzt. Der Aufbau und die Zinnenbekrönung konnten teilweise rekonstruiert werden. Da die Füllung des Tambours und der aufgesetzte Erdtumulus fehlen, kann man heute den Aufbau des Rundgrabs erkennen. Von einem mittleren Kern gehen sechs Mauern aus, die radial zur Grabwand führen. Sie dienten dazu, die Erdschüttung zu halten. In die Außenwand des Tambours war eine Inschriftentafel (Tabula) eingelassen, die den Namen der Familie (Gens) Furia nennt, der wohl das Grab gehörte. Die Inschrift, die aus der zweiten Hälfte des 1. Jahrhunderts n. Chr. stammt, ist Vater und Sohn gewidmet, die beide Caius Furius Tiro hießen und jeweils als Mitglied des Vier-Männer-Kollegiums gedient hatten. Die Widmung erfolgte durch Lucius Nonius Asprenas und zwei Frauen aus der Gens Furia.
Unter den anderen Gräbern an der Straße ist noch ein weiteres Grabmal bemerkenswert. Das sogenannte Turmgrab (18) ist nach demselben Prinzip wie das Rundgrab erbaut. Auch hier ruht ein runder Aufsatz auf einem quadratischen Sockel, nur sind die Proportionen wesentlich gestreckter. Dieses Grabmal dürfte in der späten Republik oder zu Beginn der Kaiserzeit entstanden sein, wie stilistische Untersuchungen des Metopen-Triglyphen-Frieses ergeben haben. In den Metopen sind Waffen, Tiere und ornamentale Figuren dargestellt. 
Im Süden der Stadt liegt eine weitere Zisterne (19), die zusammen mit den anderen Zisternen die Wasserversorgung der Stadt über mehrere Jahrhunderte gewährleistete. Am südlichen Ende der Stadt befanden sich die Thermen (20), die von natürlichen Quellen gespeist wurden. Erste Ausgrabungen erfolgten hier 1783, bei denen ein Mosaikboden mit Meeresszenen entdeckt wurde. Bei den archäologischen Grabungen von 1951 bis 1972 konnte ein rechteckiger Raum mit einer Apsis und einem Mosaikpflaster freigelegt werden. Die Erforschung der Thermen wurde 2004 von Jane Whitehead und Max Cardillo wieder aufgenommen. Weitere Räume wurden freigelegt und erste Rekonstruktionen des Gebäudekomplexes angefertigt. Im Rahmen des Projekts entwickelte man auch einen Masterplan für eine verbesserte Erschließung der gesamten Ausgrabungsstätte.

## Galerie

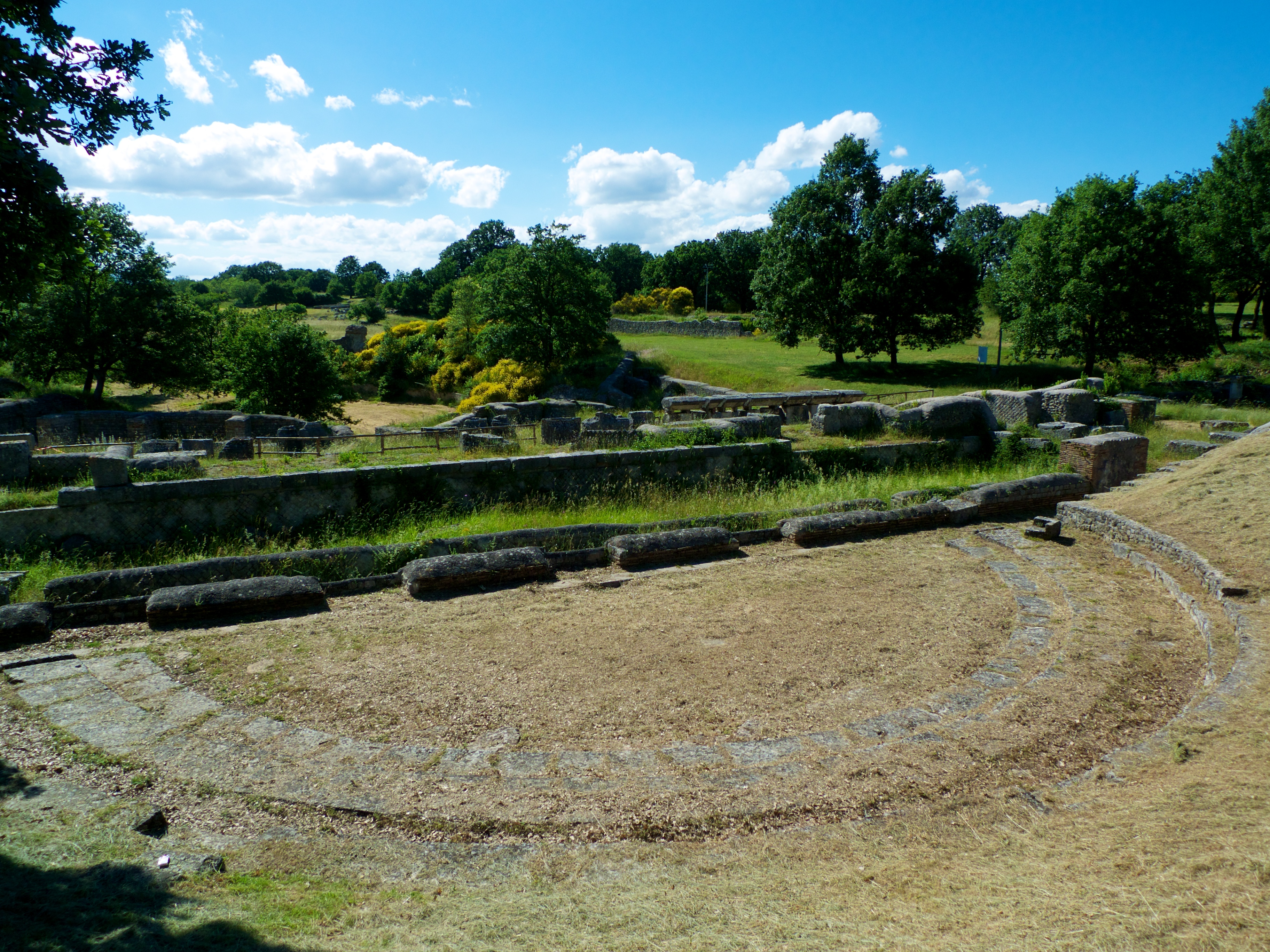
Orchestra des Theaters
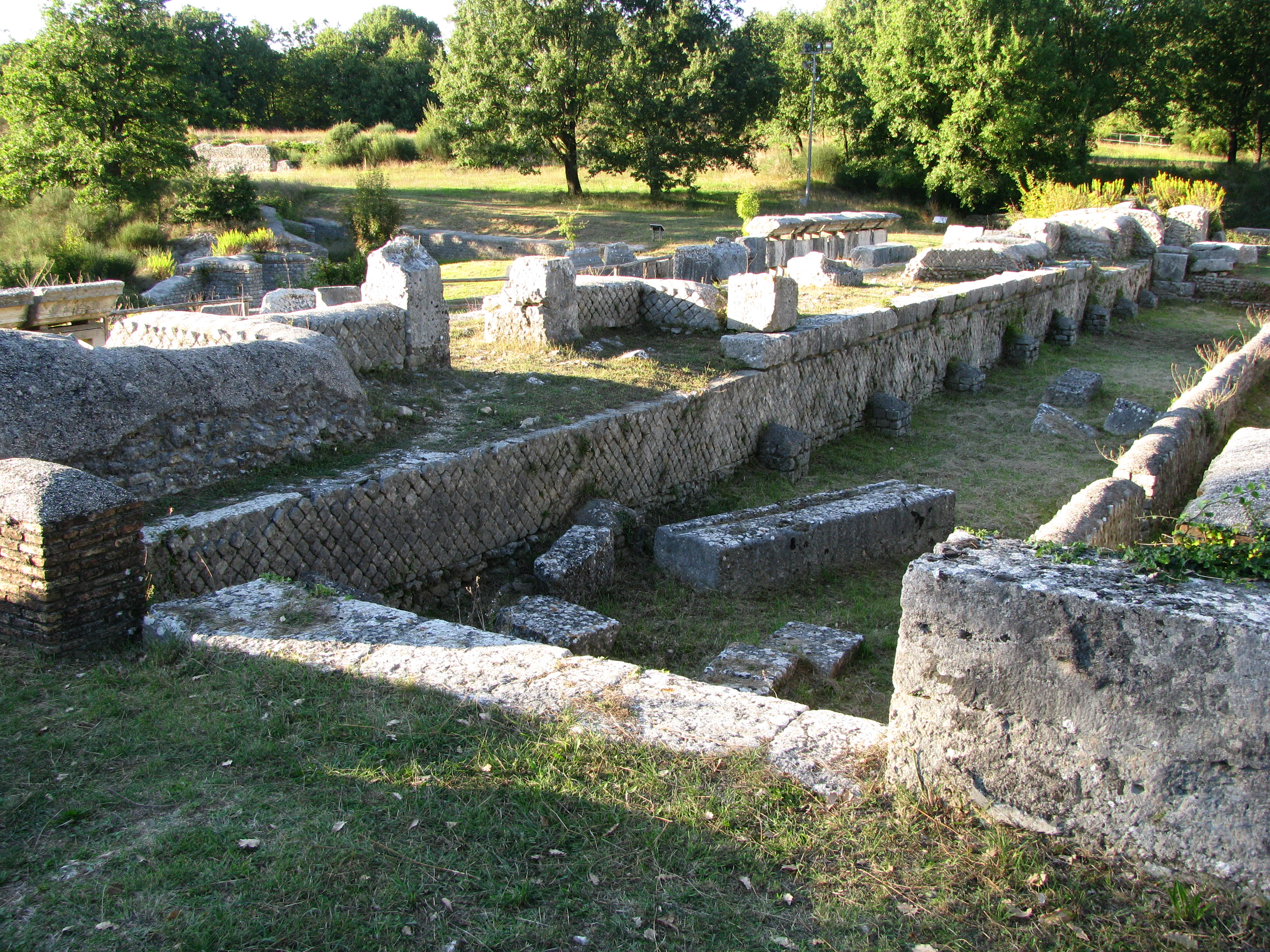
Scenae des Theaters
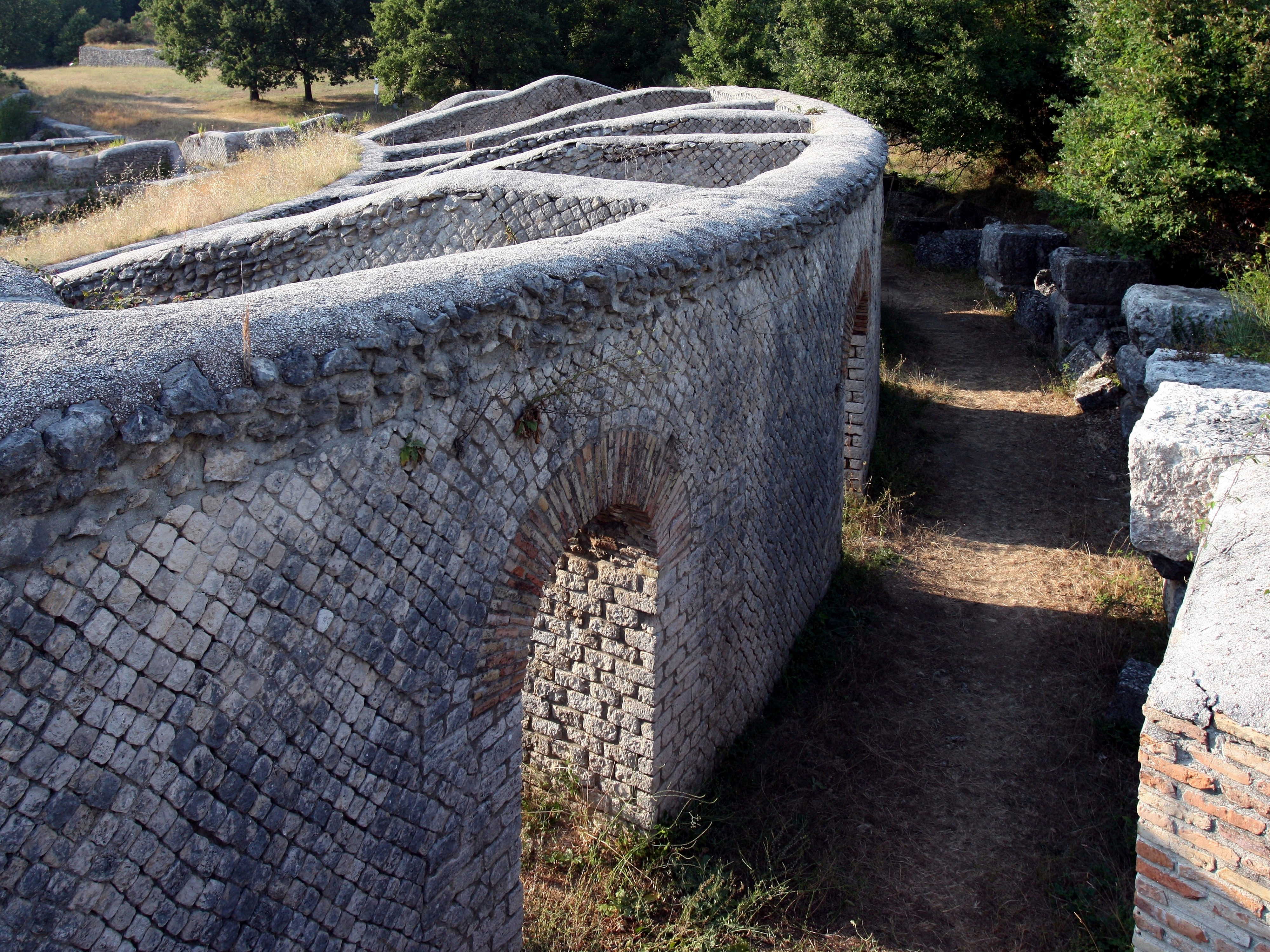
Cavea des Theaters
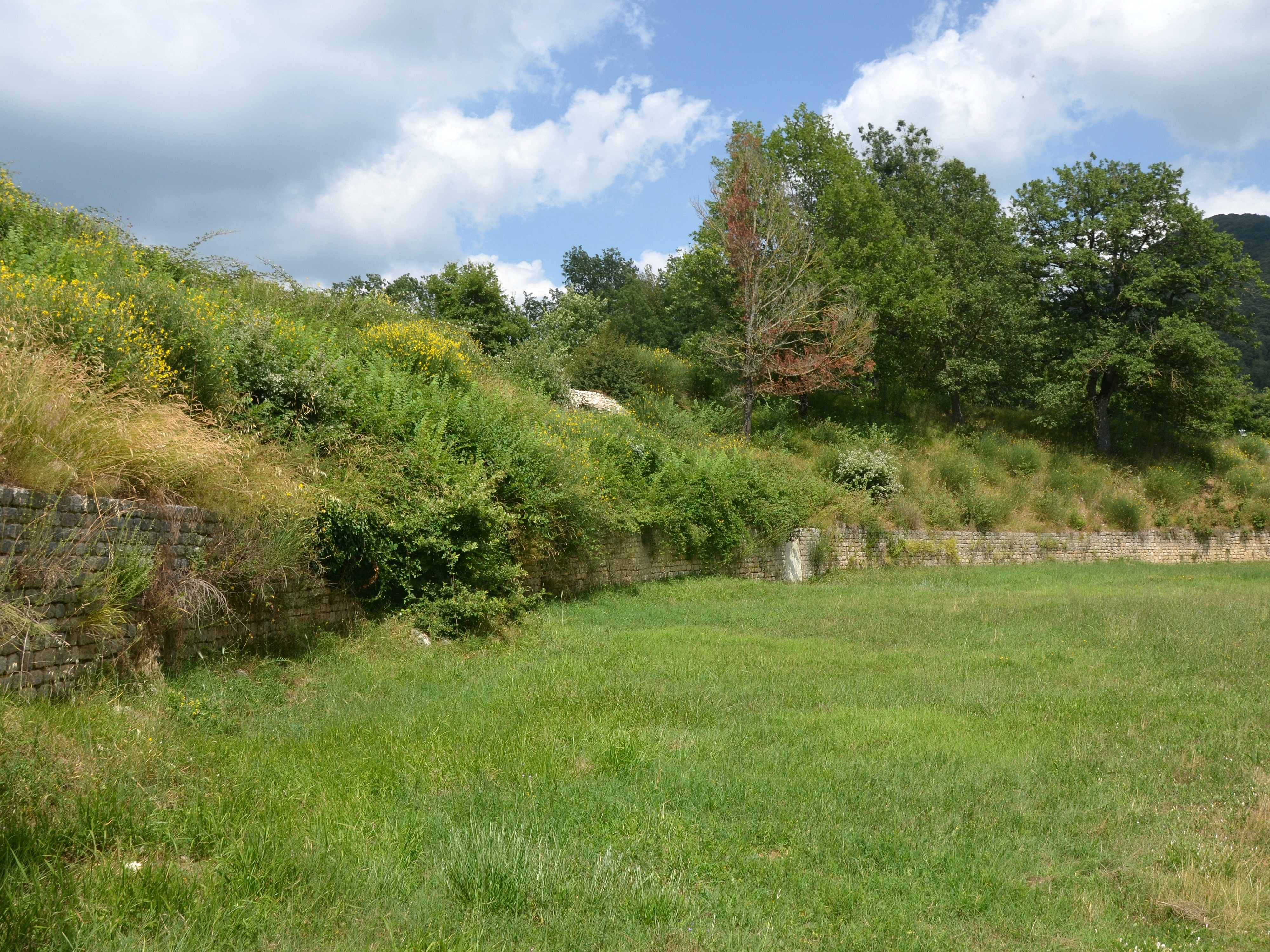
Arena des Amphitheaters
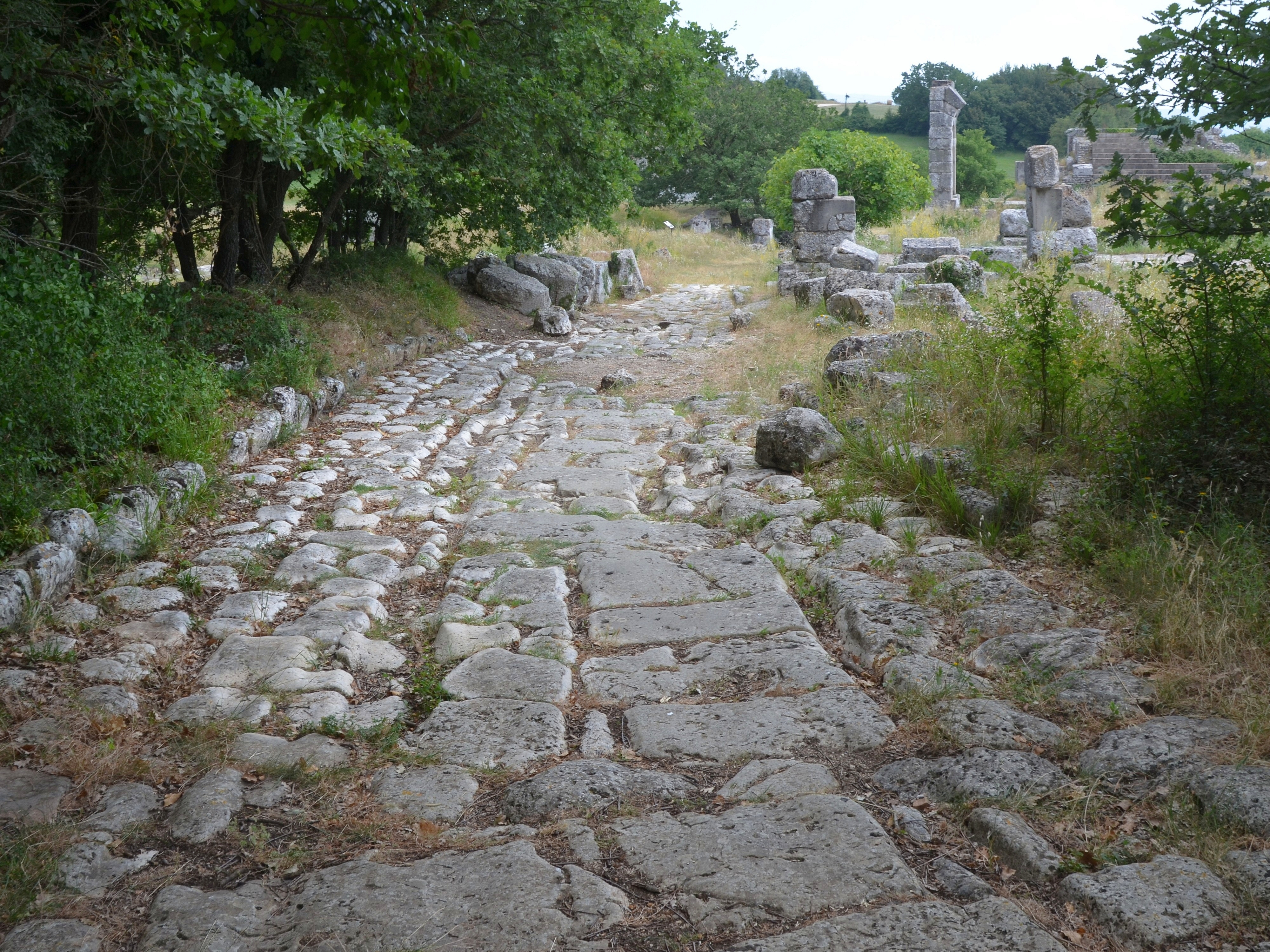
Via Flaminia nahe dem Forum
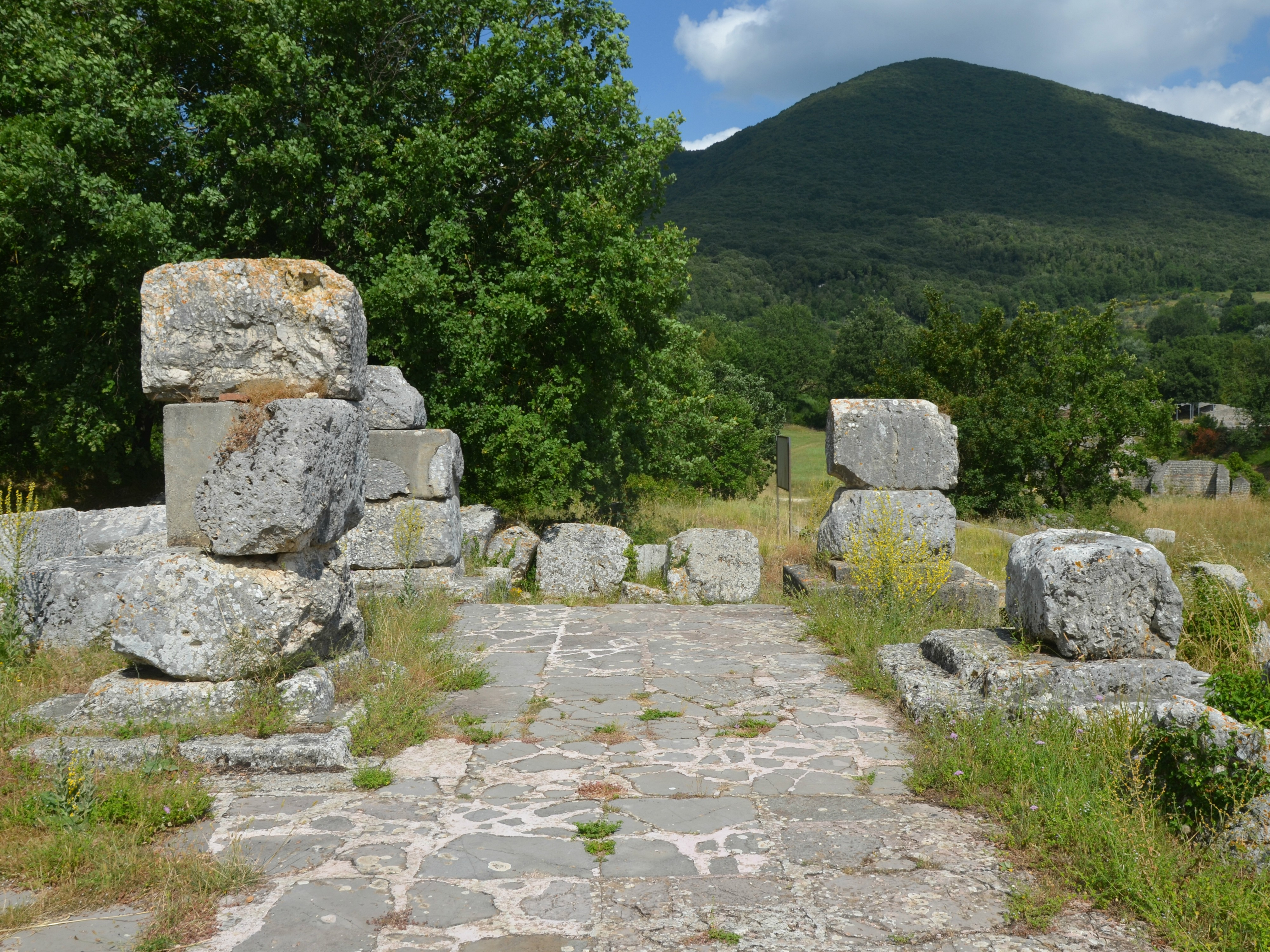
Nördlicher Zugang zum Forum
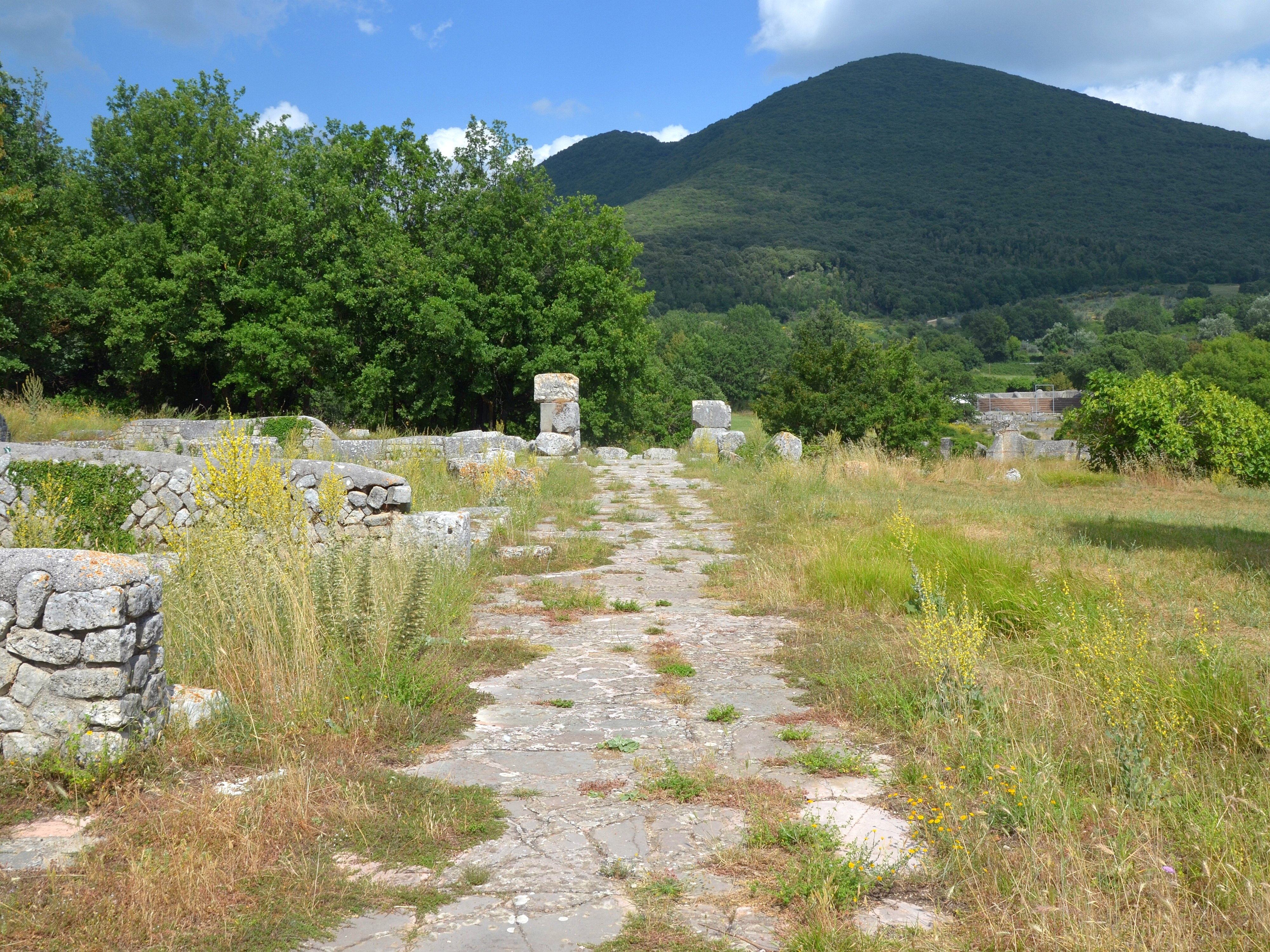
Nordseite des Forums mit öffentlichen Gebäuden
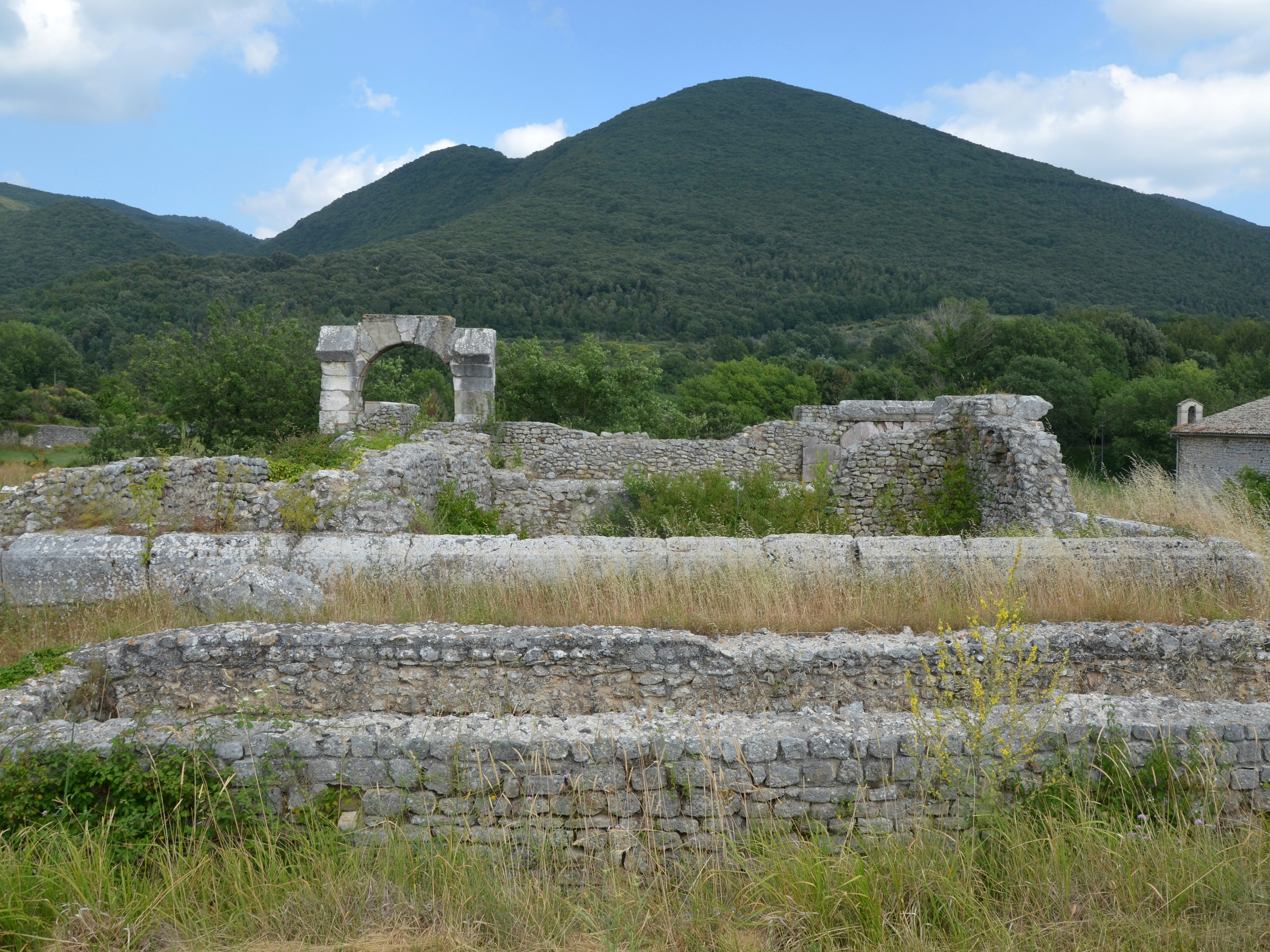
Tempel des Castor and Pollux
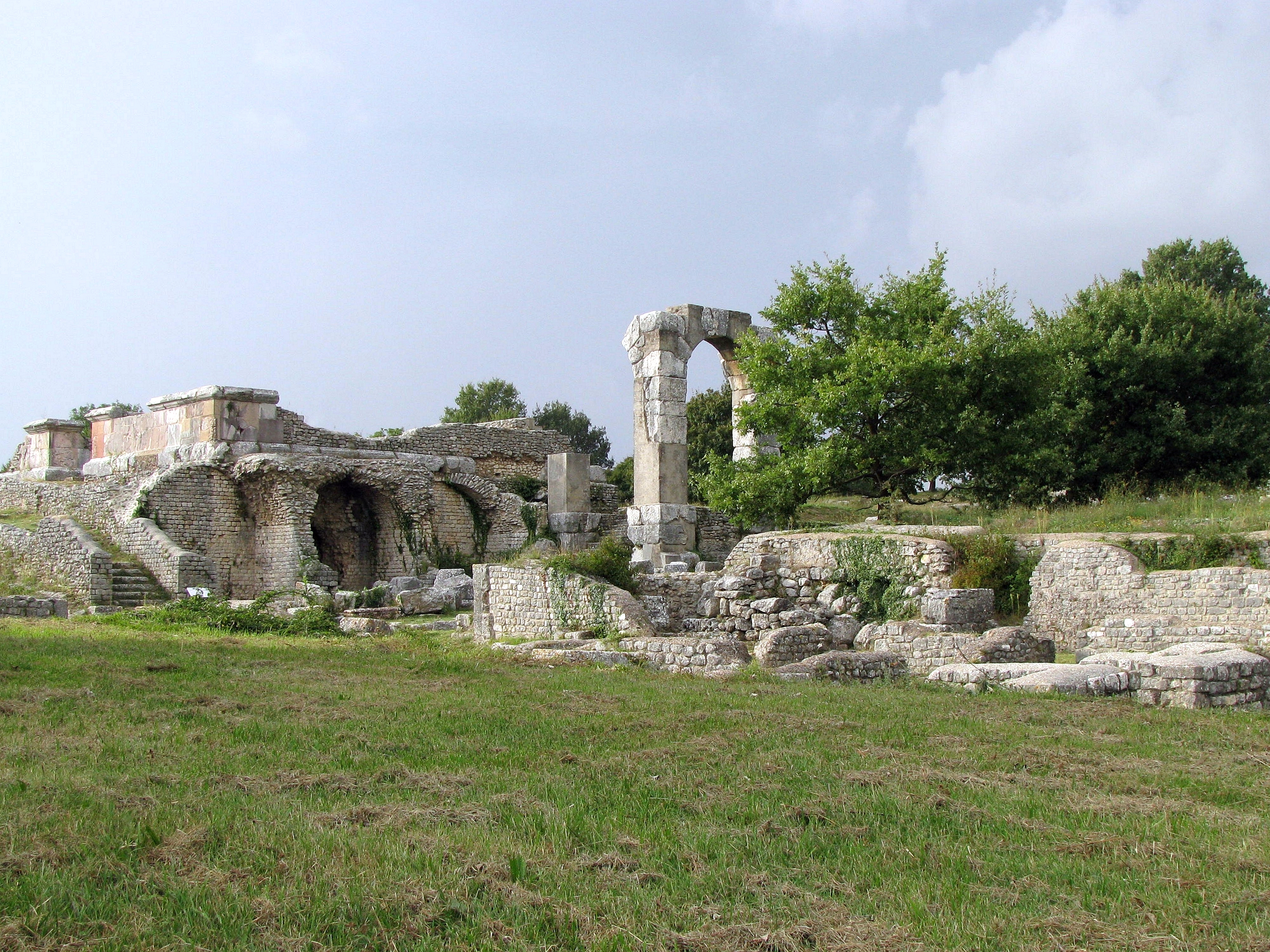
Zwillingstempel und südliche Quadrifrons
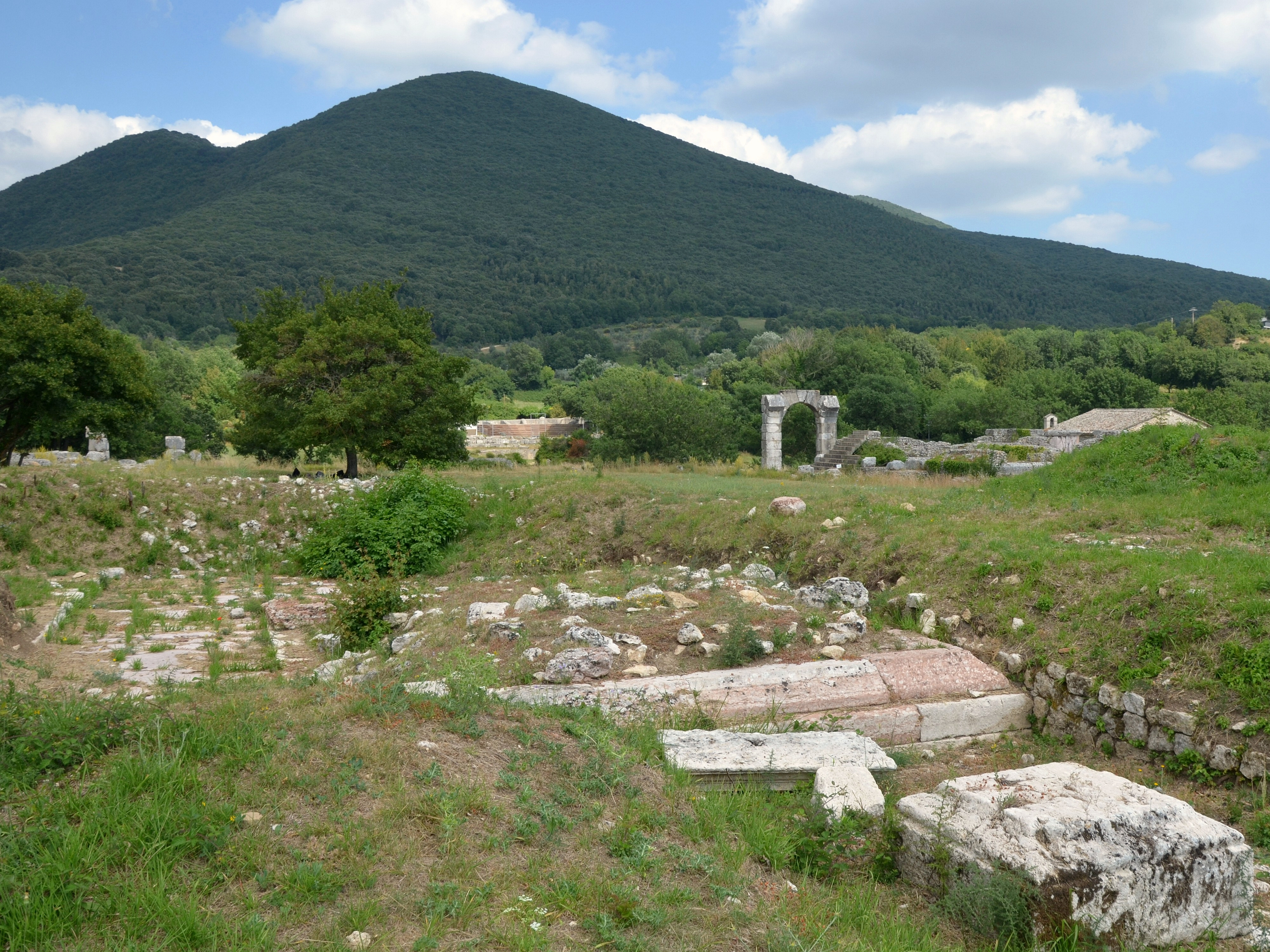
Blick vom Capitolium auf das Forum
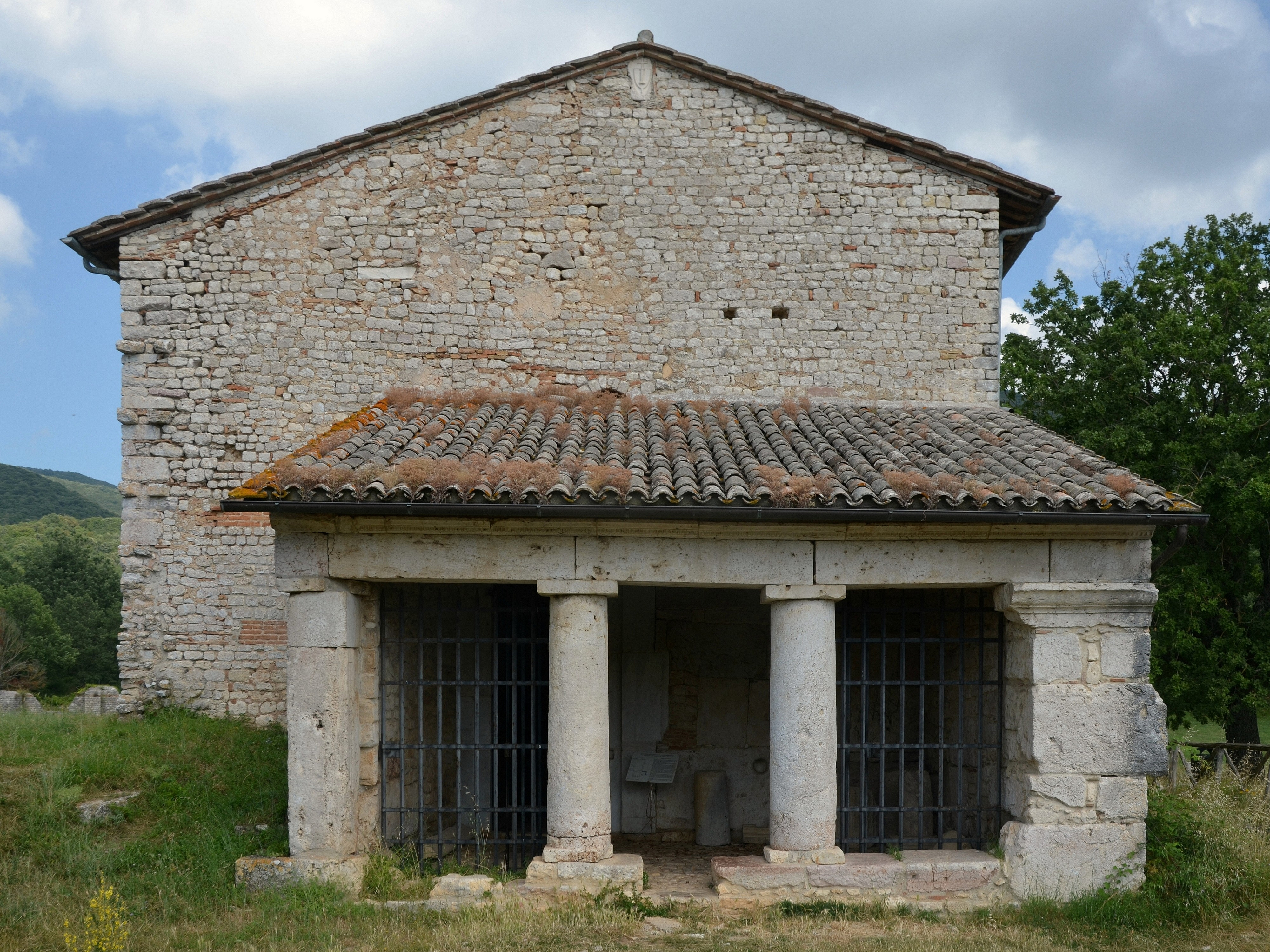
Kirche des Cosmas und Damian
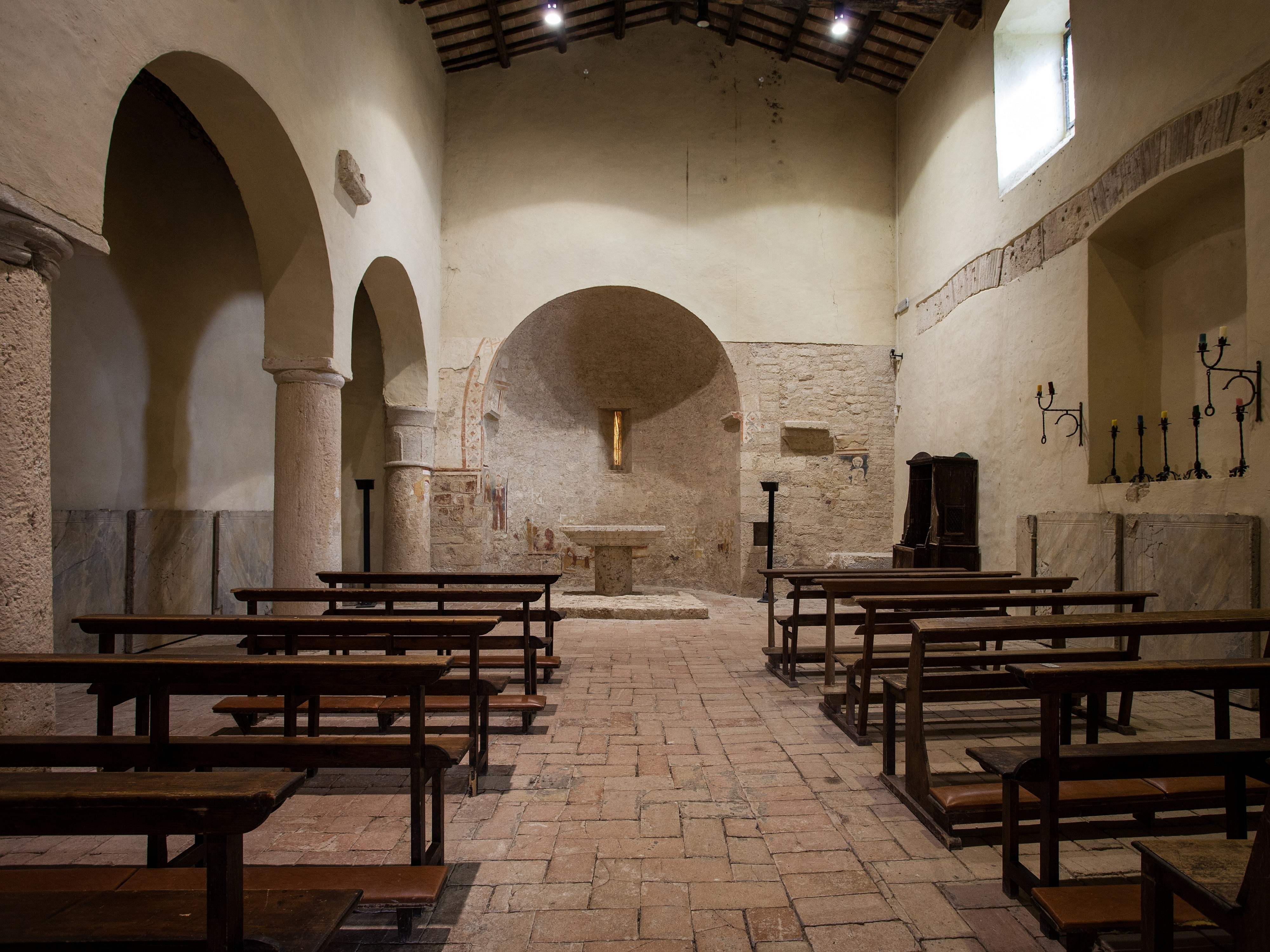
Innenraum der Kirche
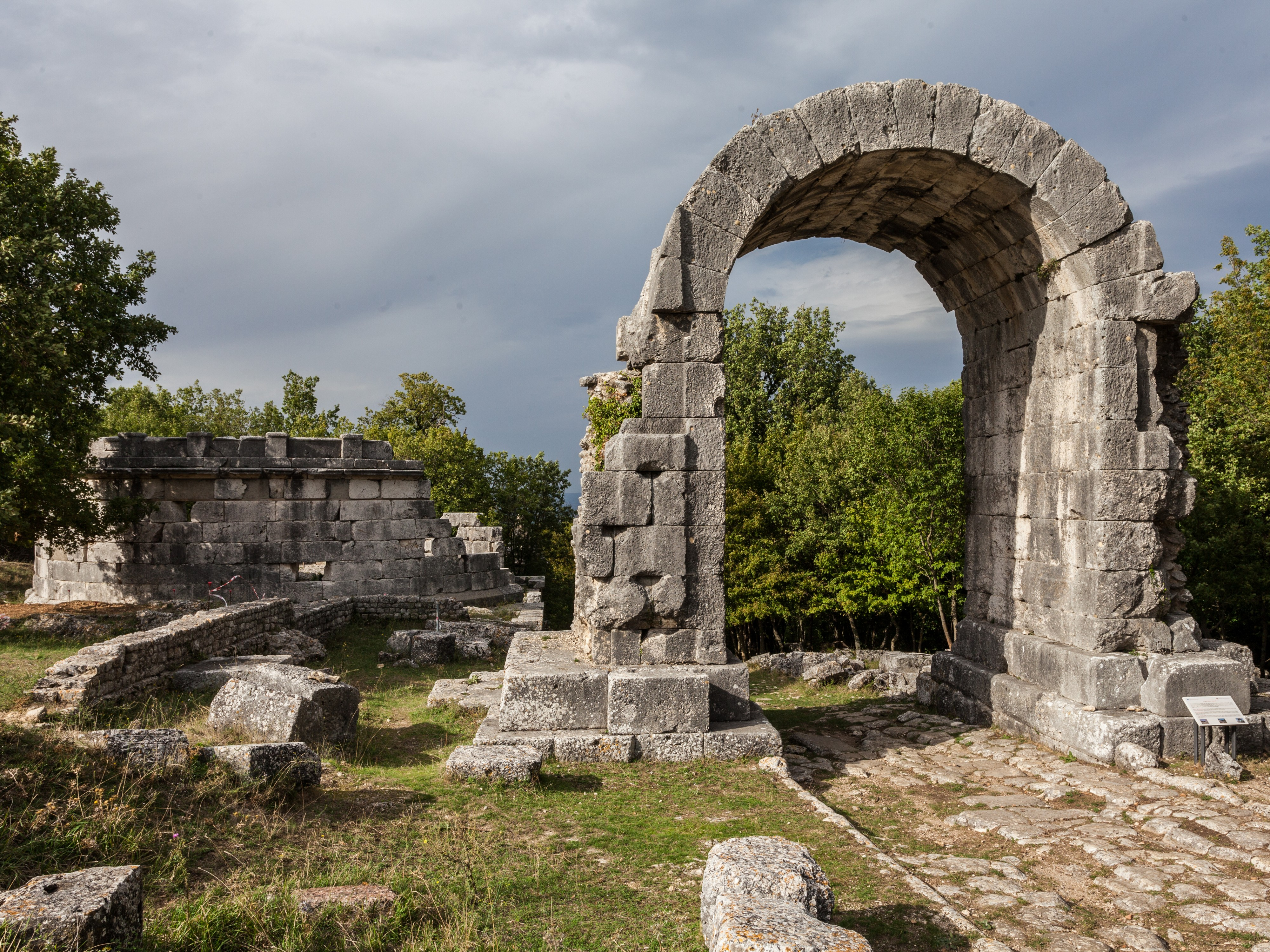
Nordtor mit Rundgrab
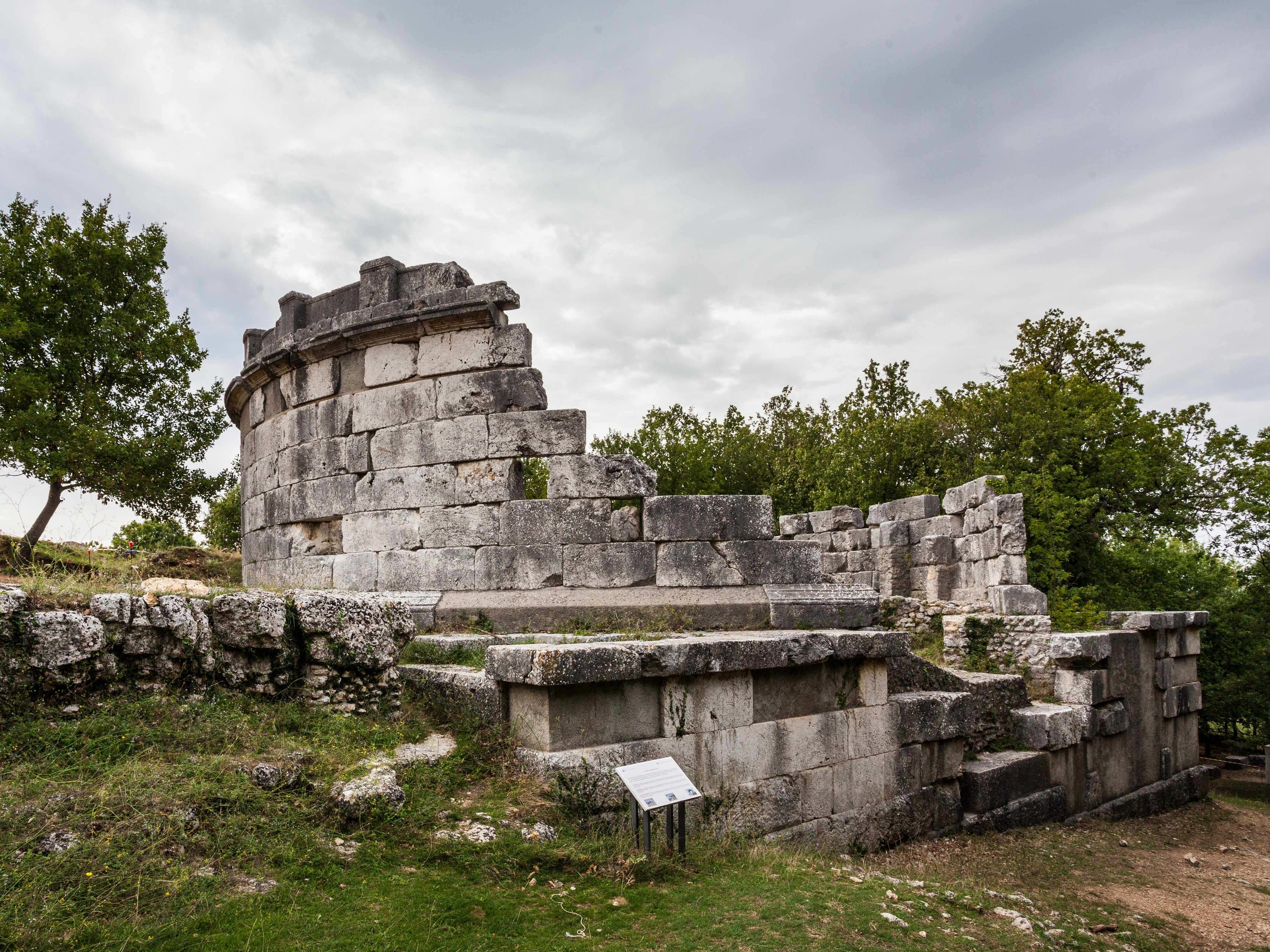
Rundgrab
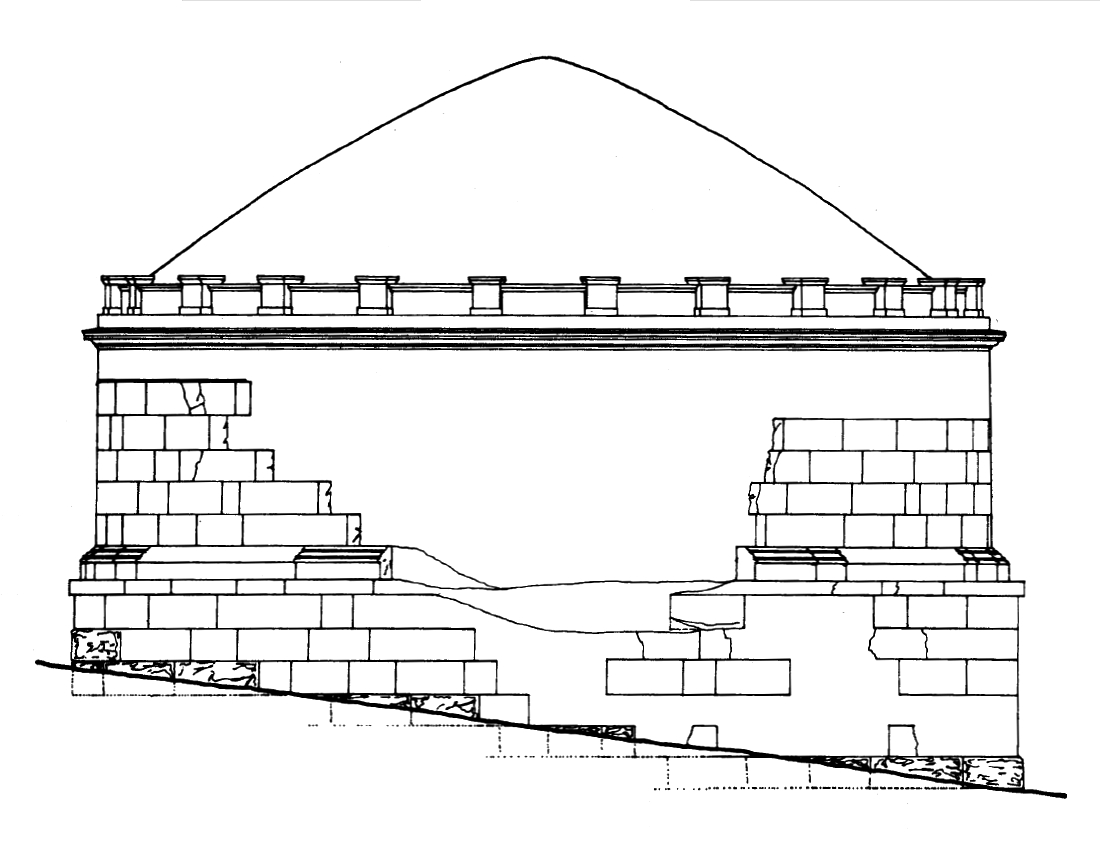
Rekonstruktion des Rundgrabs
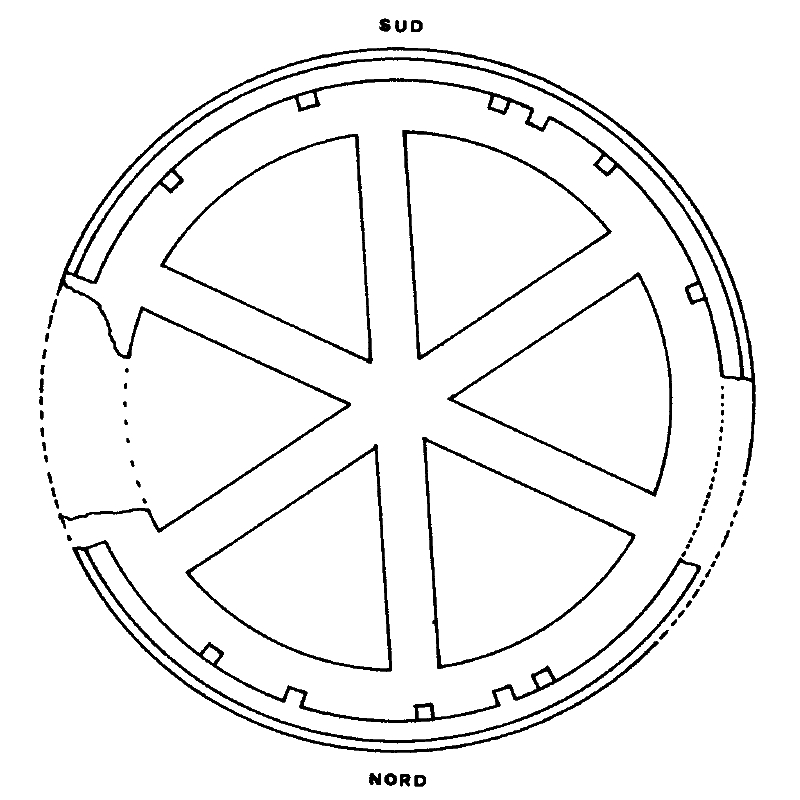
Fundament des Rundgrabs
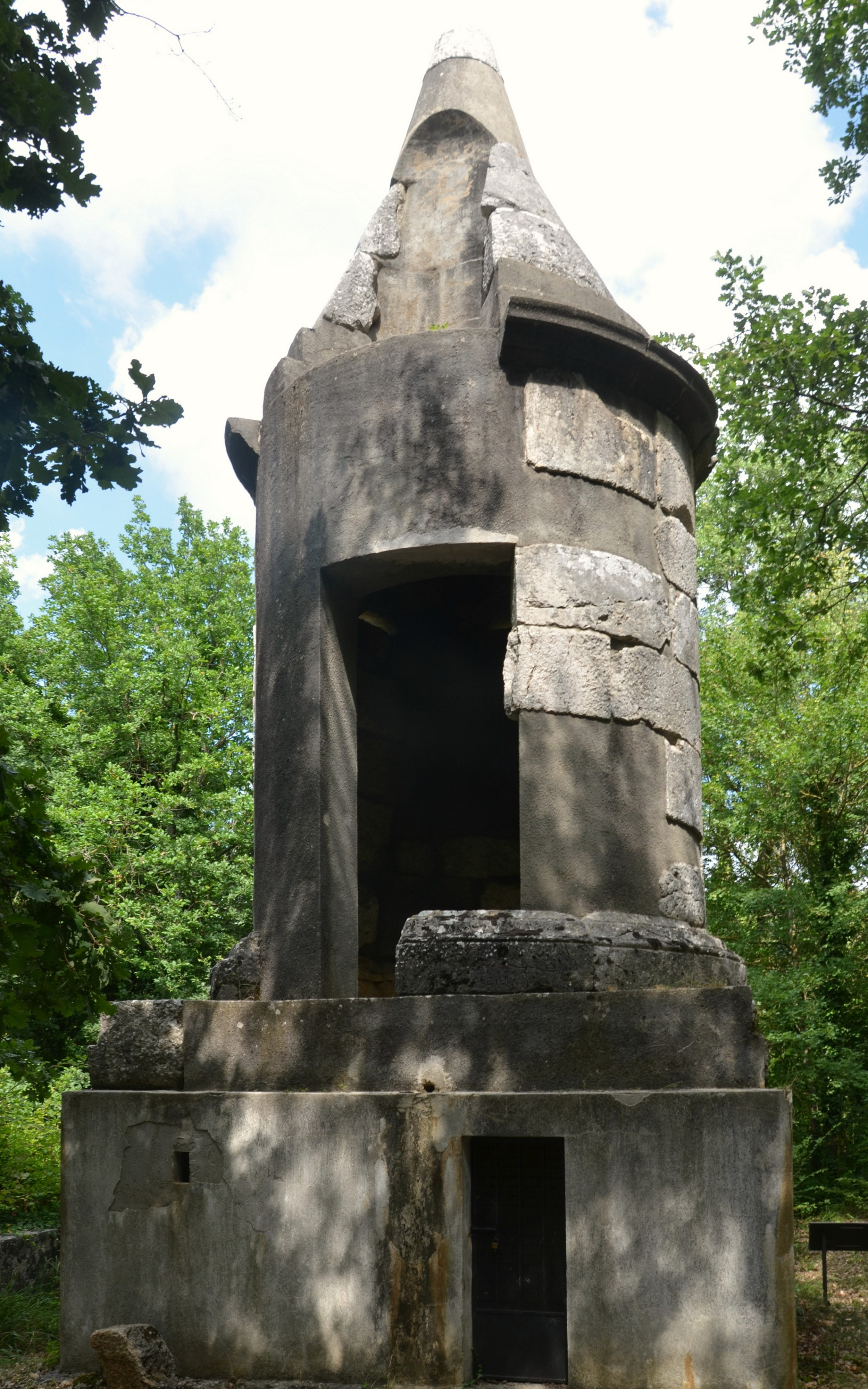
Turmgrab
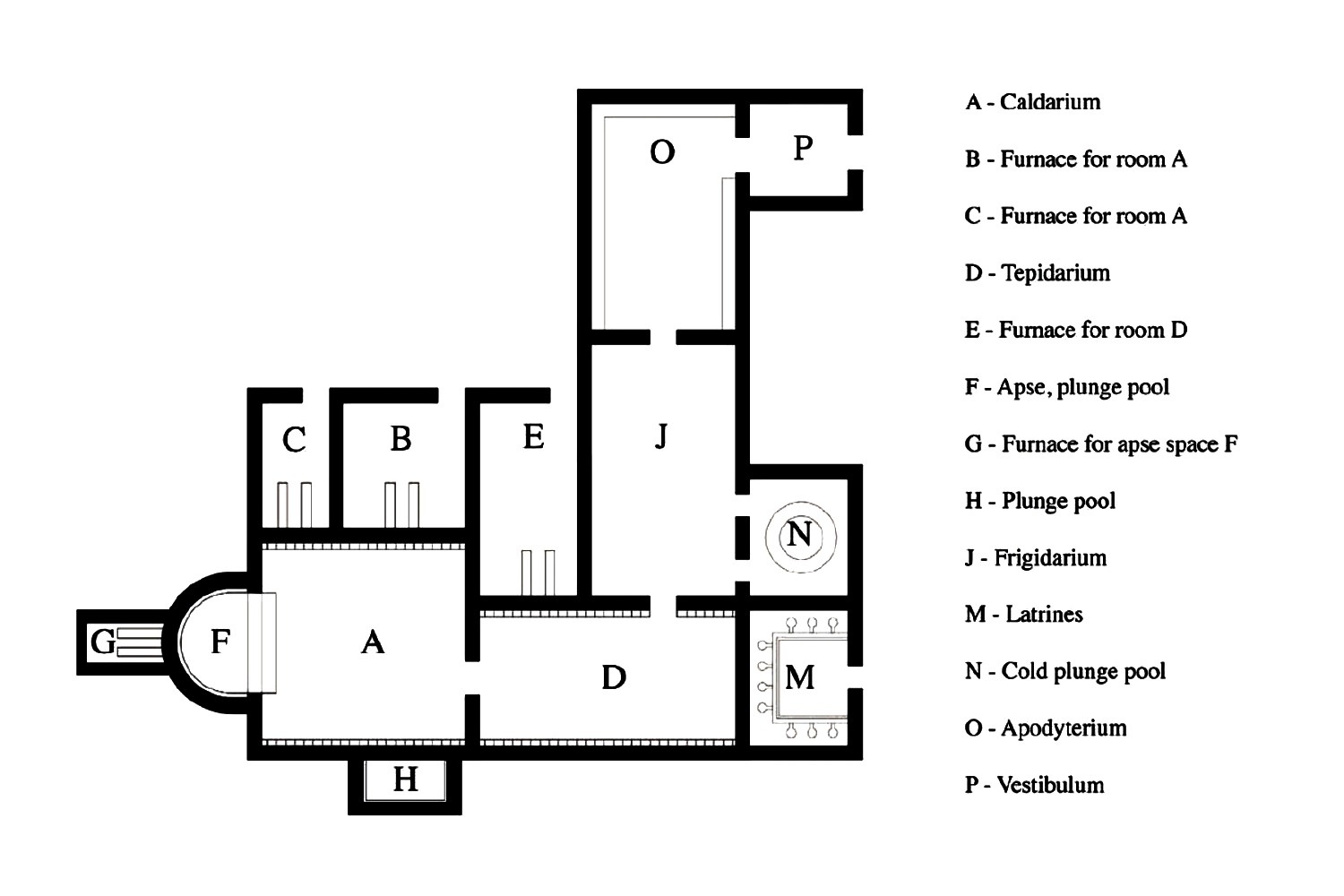
Rekonstruktion der Thermen